# Logroño (gemeente)
Logroño is een stad in de Spaanse provincie La Rioja in de regio La Rioja met een oppervlakte van 80 km². De hoogte is, in het centrum, 386 meter boven zeeniveau. Het is tevens de hoofdstad van deze regio. Begin 2020 telde Logroño volgens de Spaanse Wikipedia 152.485 inwoners. De stad heeft een universiteit.
Logroño is ook de oude naam voor de provincie La Rioja.

## Demografische ontwikkeling
Bron: INE; 1857-2011: volkstellingen
Opm: Bevolkingscijfers in duizendtallen
De patroonheilige van de stad is Barnabas.

## Bereikbaarheid

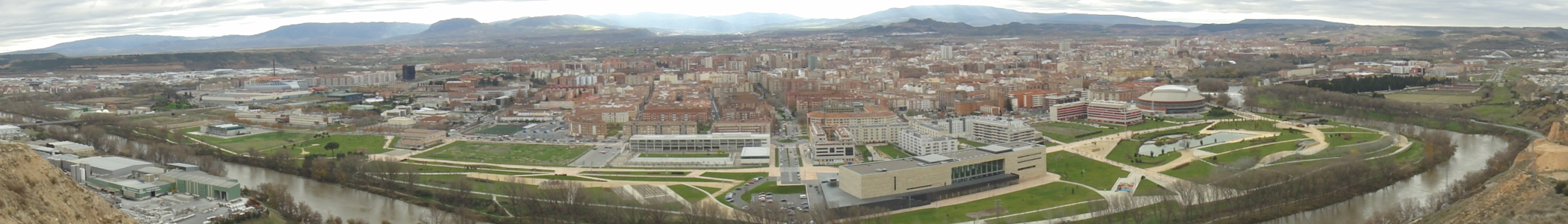
Panorama van Logroño vanaf de Monte Cantabria
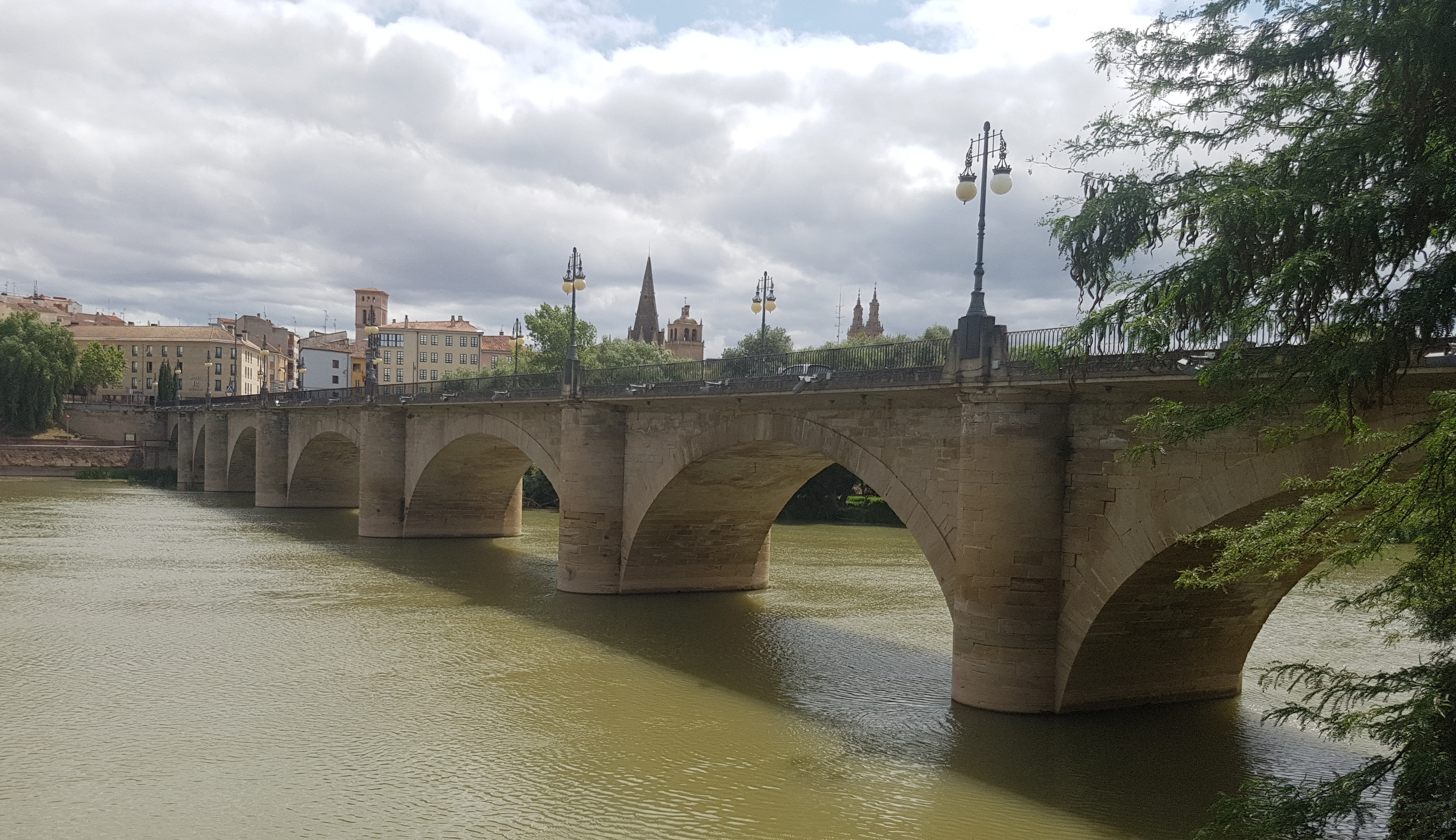
De Puente de Piedra (Stenen Brug) over de Ebro aan de noordrand van de binnenstad
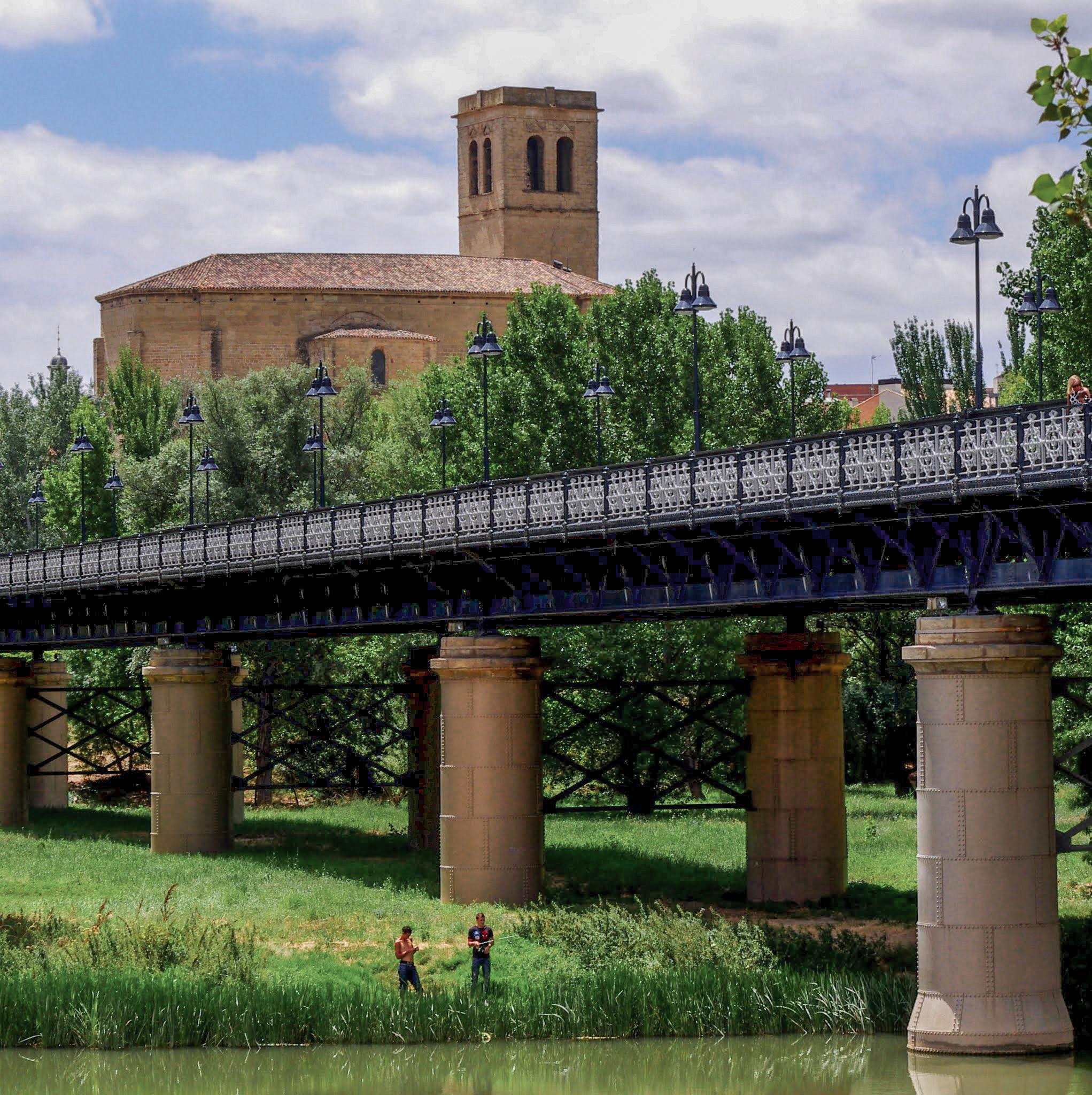
De Puente de Hierro (IJzeren Brug) uit 1882 over de Ebro; op de achtergrond de  Iglesia de Santiago el Real.
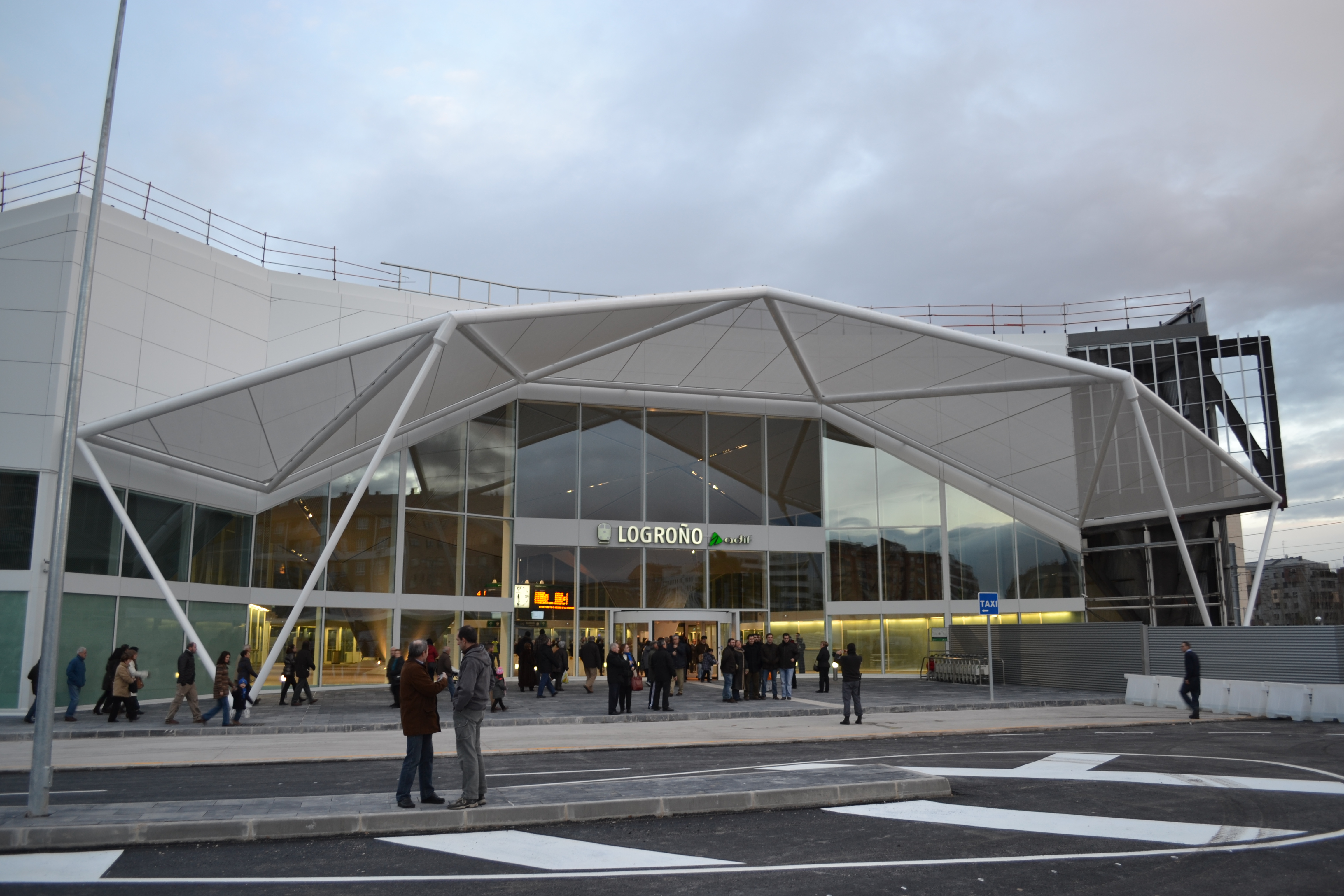
Station
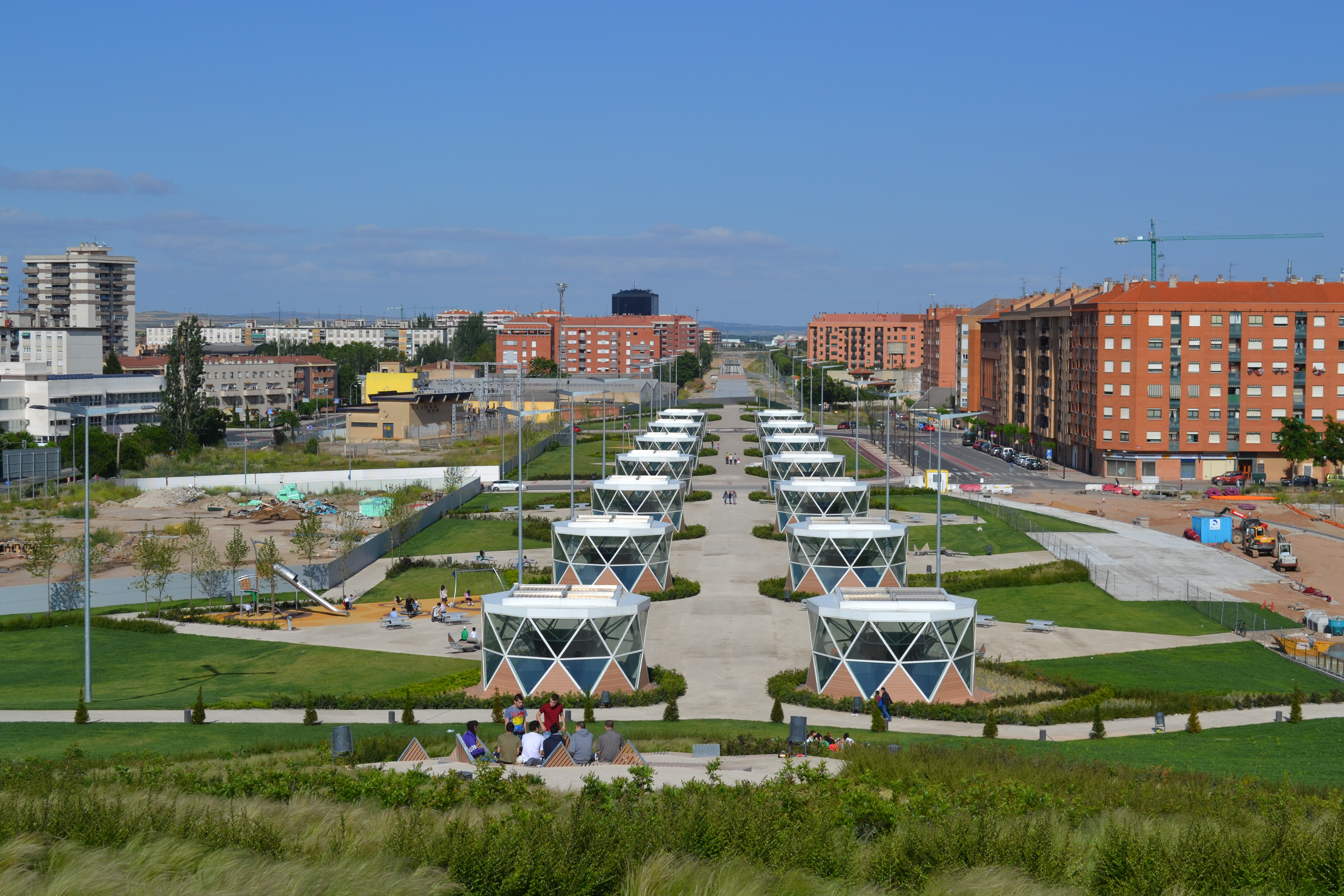
Koning Felipe-VI-park boven de spoorlijnen, ontworpen door o.a. Iñaki Ábalos

De stad ligt aan de voet van de 500 m hoge berg Monte Cantabria, en aan de westkant van het riviertje de Iregua (waarvan de naam is afgeleid van een Baskisch woord erroka voor een soms droog staand riviertje), dat tussen de stad en Varea loopt en dat aan de noordrand van beide plaatsen in de Ebro uitmondt.
Logroño ligt aan de van west naar oost lopende Spaanse autosnelweg A-12. In de stad takt hiervan de A-13 af, die kort ten noorden van Logroño eindigt op een gewone hoofdweg.
Logroño beschikt sinds 2003 over een regionale, door AENA geëxploiteerde, luchthaven. Deze draagt de naam Aeropuerto de Logroño-Agoncillo. Deze ligt op de coördinaten: 42°27′37″ noorderbreedte en 2°19′13″ westerlengte, op 352 meter boven zeeniveau, heeft IATA-code RJL en ICAO-code LERJ. Het vliegveld heeft 1 geasfalteerde start- en landingsbaan van 2.200 x 45 meter. De luchthaven ligt ongeveer 9 kilometer ten oosten van het stadscentrum, aan de Ebro.
In 2011 is het nieuwe spoorwegstation van de stad gereed gekomen. De sporen lopen binnen de stad grotendeels ondergronds. Het station is geschikt voor de Alta Velocidad Española, de Spaanse hogesnelheidstrein, doch deze stopt er anno 2021 nog niet. Tussen 2011 en 2023 zal naast het spoorwegstation een nieuw, goeddeels ondergronds busstation gebouwd worden. Het huidige busstation is in 2021 reeds grotendeels door de nieuwe faciliteit vervangen. Het busstation is begin- en eindpunt van talrijke stads- en streekbuslijnen en haltepunt van een aantal langeafstandsbuslijnen naar talrijke andere steden in geheel Spanje. Merkwaardig is, dat veel bussen in de stad de ietwat onlogische frequentie van 25 of 50 minuten hebben.

## Economie, hoger onderwijs
Ten oosten van de binnenstad van Logroño, in het dal van de Ebro, ligt een uitgestrekt bedrijventerrein. De stad kent een niet onbelangrijke textielindustrie. Verder is er enige hout en metaal verwerkende industrie.
Logroño is een van de centra van handel in de uit de omliggende streken afkomstige Rioja-wijnen.
Logroño is een regionaal bestuurscentrum; er werken dus veel ambtenaren en andere mensen in de dienstensector. Ook heeft de stad een groot ziekenhuis.

### Universiteit

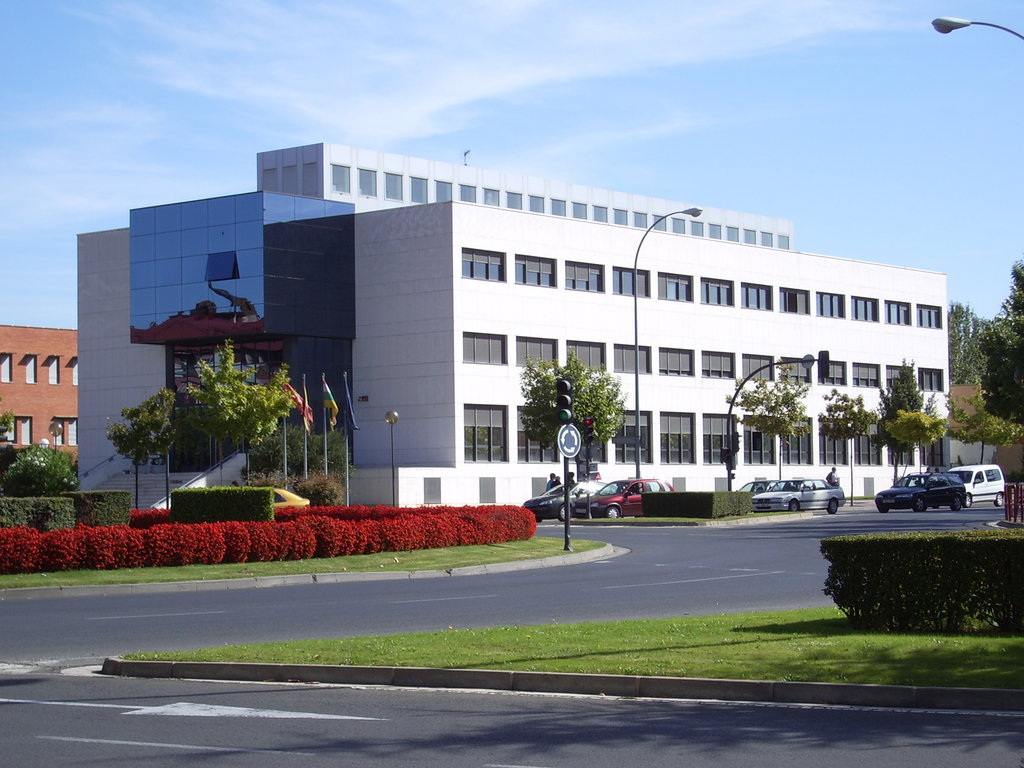
Hoofdgebouw (rectorado) van de universiteit van Logroño

De stad heeft sedert 1992 een universiteit, die vooral bekend is onder de verkorte naam Unirioja.
Men kan er onder andere economie, informatica, management, rechten en Spaans studeren. Ook kan men er de studies voor ingenieur volgen. De universiteit biedt verder voor buitenlanders de mogelijkheid, tijdens een intensieve zomercursus Spaans te leren.
De Unirioja heeft in 2001 het internetportaal Dialnet opgericht, wat de belangrijkste Spaanstalige databank voor wetenschappelijke boeken, tijdschriftartikelen enz. ter wereld is. Aan deze universiteit gelieerd is het Instituto de Ciencias de la Vid y del Vino (ICVV), een van de belangrijkste researchinstituten van Spanje op het gebied van de wijnbouw en oenologie.
Eén van de doctores honoris causa van deze universiteit is de beroemde schrijver en Nobelprijswinnaar Mario Vargas Llosa. Ook oud-directeur van UNESCO Federico Mayor Zaragoza draagt deze eretitel.

## Geschiedenis

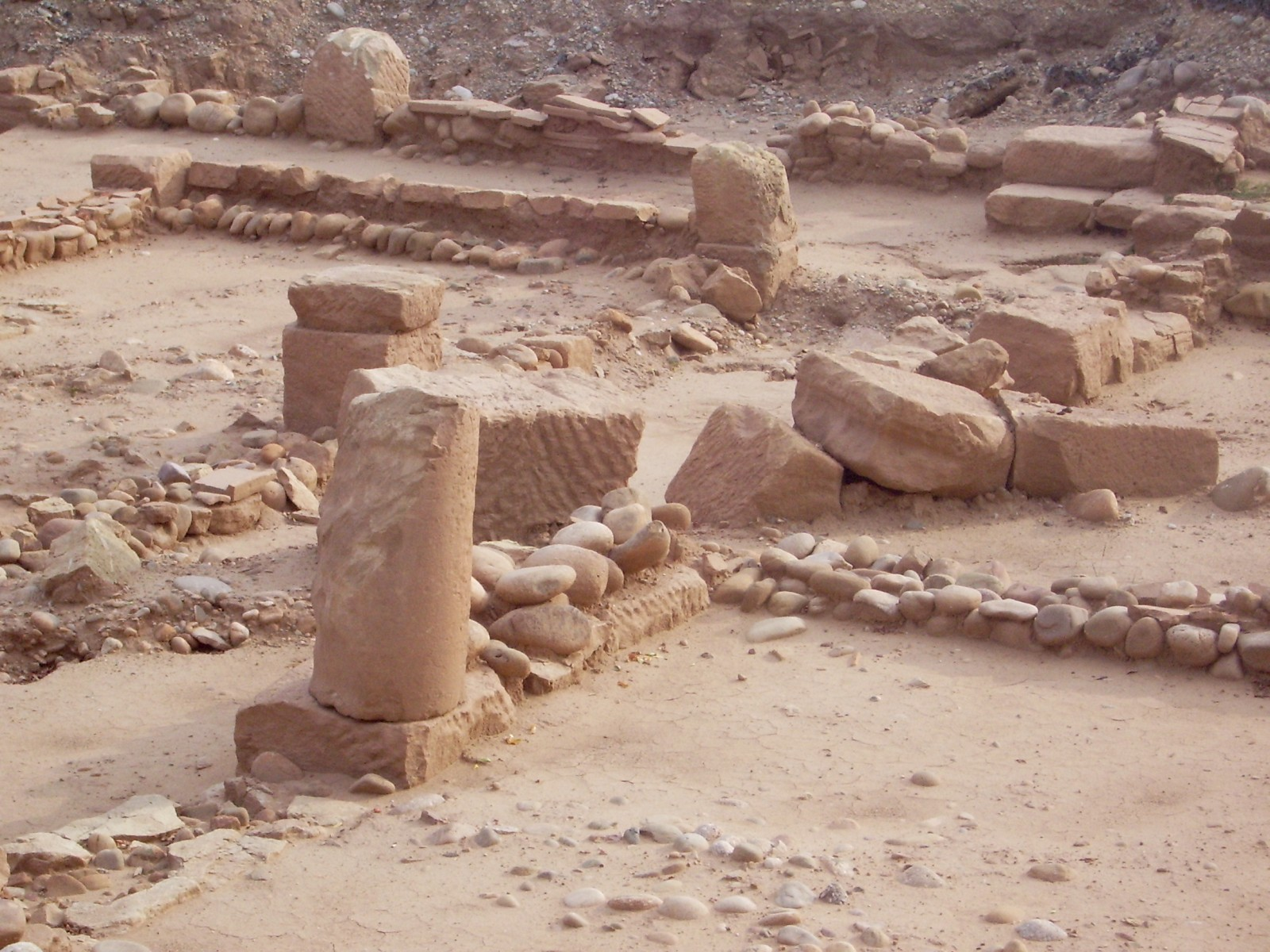
Ruïnes op de opgravingssite van Vareia
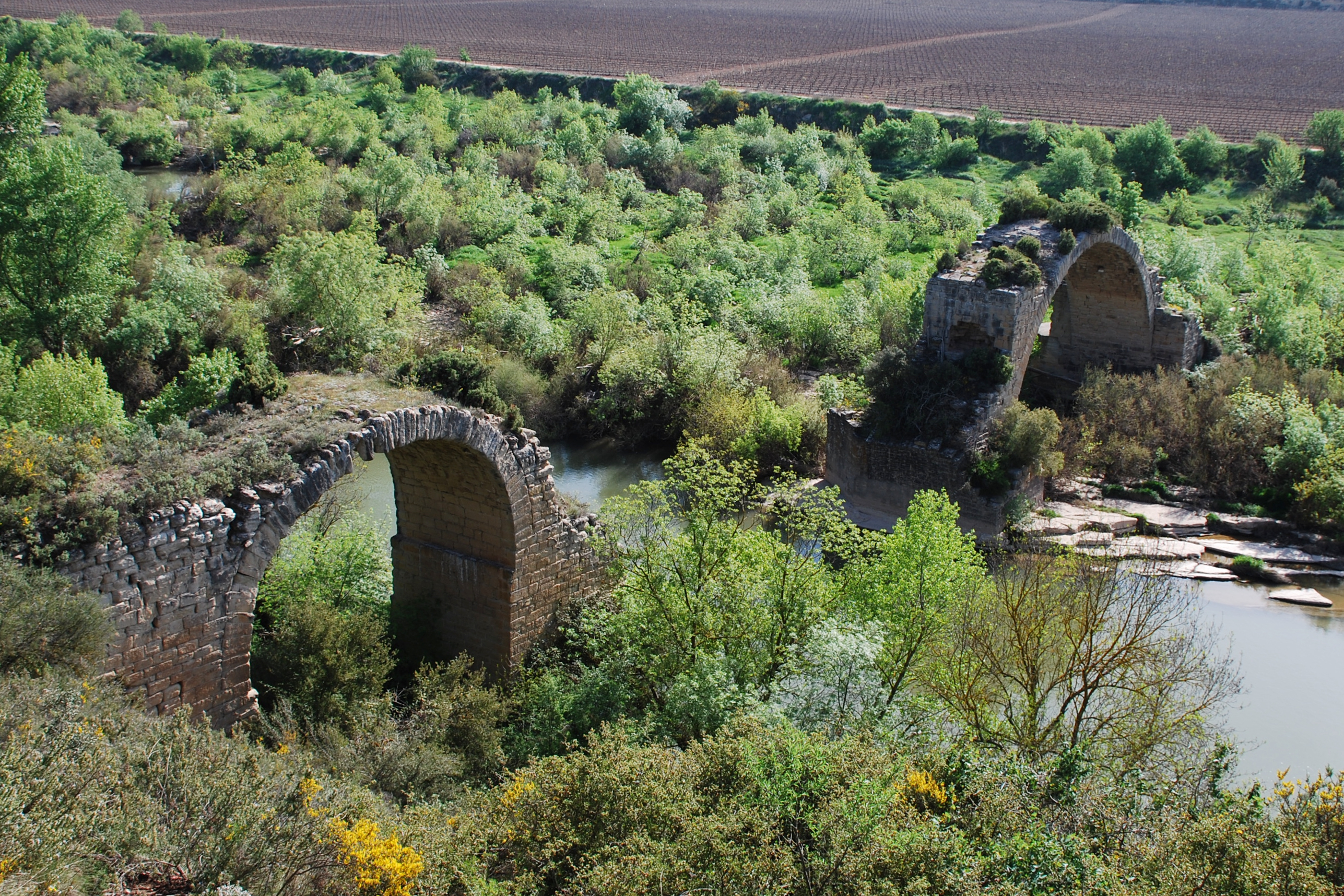
Ruïne van de brug Puente de Mantible over de Ebro
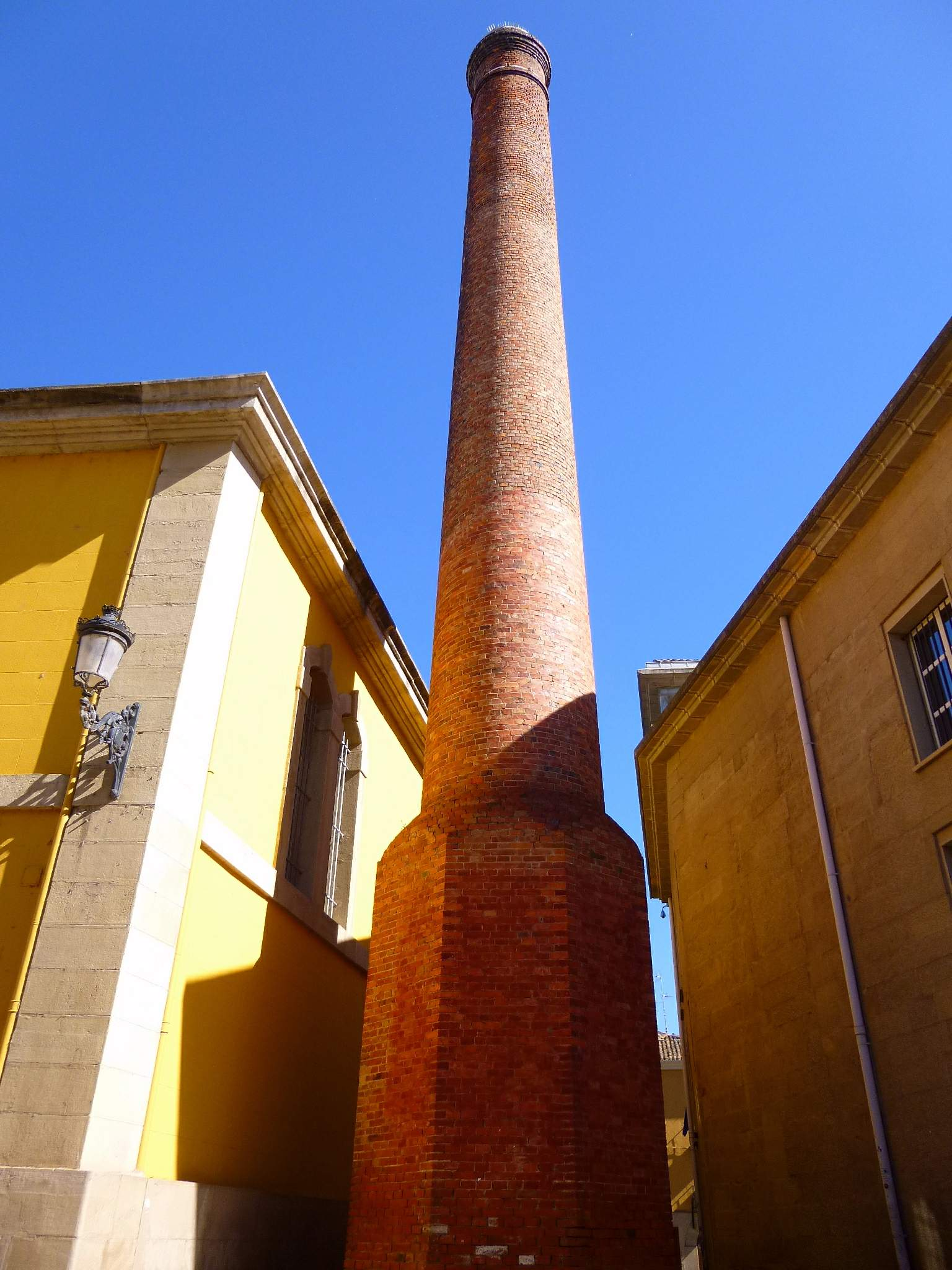
Schoorsteen van de voormalige tabakfabriek

Reeds in de prehistorie was de locatie van de stad Logroño bewoond.
De Romeinen hadden er sedert omstreeks het begin van de jaartelling een door Plinius de Oudere vermelde nederzetting Vareia (bij het huidige, officieel een stadswijk van Logroño vormende, plaatsje Varea, dat direct ten oosten van Logroño ligt) en lieten daar een brug over de Iregua, en later ook een brug over de Ebro bouwen. De nog als ruïne bewaard gebleven Puente de Mantible is volgens sommige historici Romeins en 2e-eeuws. Andere deskundigen geloven, dat deze brugruïne Romaans is en uit de 11e eeuw dateert. De nederzetting werd, door die bruggen en doordat er Romeinse soldaten gelegerd waren, in de Romeinse tijd strategisch en logistiek belangrijk.
De stichting van de stad, zoals die thans nog bestaat, wordt doorgaans gedateerd op het jaar 1095. In een fuero (geschreven rechtsstatuut) uit dat jaar wordt de plaatsnaam voor het eerst vermeld. Het gebied was in de middeleeuwen korte tijd in Arabische handen. Maar Logroño was ook vanaf de begintijd (plm. 900) al van belang als etappeplaats voor pelgrims, vanuit het zuiden op weg naar Santiago de Compostela. In de tijd, waarin bovengenoemde fuero werd uitgevaardigd, was het gebied van La Rioja in handen van de machtige graaf García Ordóñez. Deze was een vijand van de beroemde Rodrigo Díaz de Vivar, beter bekend als El Cid, die Logroño ook een keer heeft aangevallen (dit feit staat vermeld in de fuero van 1095).
Logroño verkreeg de officiële titel ciudad (stad) overigens pas van koning Johan II van Castilië in 1431. Deze zelfde koning verleende de stad Logroño in 1444 de eretitels "Muy Noble" (zeer edel) en "Muy Leal" (zeer trouw). In de stad werden reeds vroeg, rond 1500, boeken gedrukt, hetgeen wijst op een intellectueel leven van betekenis.
Tijdens de opstand van de comunidades werd de stad vanaf 24 mei 1521 door Franse troepen belegerd. De stedelingen vochten tot de laatste man, met succes, want op 11 juni, de heiligendag van St. Barnabas, trokken de Fransen af. Direct hierna werden de stadsmuren gerenoveerd met o.a. de nog bestaande Muralla del Revellín.
In 1609 en 1610 voerde de Spaanse Inquisitie er heksenprocessen uit tegen vermeende heksen uit Baskenland. Veel van de veroordeelden, onder wie ook kinderen van 7-14 jaar, vonden de dood, vaak tijdens een autodafe, op de brandstapel. In de stad is aan de Plaza de Alonso Salazar een klein gedenkteken voor de slachtoffers hiervan aanwezig.
In januari 1935 was Logroño een van de steden, waar linkse activisten brand stichtten en andere vernielingen aanrichtten in kerken, kloosters, andere katholieke instellingen en het kantoor van een politiek rechtse krant. Deze onlusten hadden de toetreding tot de regeringscoalitie van een zeer rechtse politieke partij, de CEDA, in oktober 1934 als aanleiding. De revolte werd bloedig de kop ingedrukt. De een jaar later beginnende Spaanse Burgeroorlog, waarbij de troepen van Francisco Franco Logroño vanaf het begin in handen hadden, eiste in de stad naar verhouding een slechts geringe tol aan mensenlevens en oorlogsschade.
In 1978 sloot de belangrijke tabakfabriek van Logroño na anderhalve eeuw haar poorten. Als industrieel monument bleef de schoorsteen gespaard.
Van 1830 tot 1988, aanvankelijk in ambachtelijke werkplaatsen, vanaf 1970 in een grote fabriek, duurde de productie te Logroño van Viuda de Solano, een in Spanje populair merk toffees met als ingrediënten o.a. melk en koffie. In 1988 werd de productie verplaatst naar Tarazona.

## Bezienswaardigheden, evenementen

### Kerkelijke kunst
Zoals veel oude Spaanse steden is Logroño rijk aan oude, cultuurhistorisch doorgaans belangrijke, kerken en kloosters, waaronder:
- de co-kathedraal Santa María de la Redonda aan het Marktplein, met fraai altaarstuk, en, binnen, diverse belangwekkende schilderijen (zie afbeeldingen hieronder). De kerk is in de 16e eeuw gebouwd op de plaats van een eerder kerkgebouw, dat vermoedelijk rond was of de vorm had van een regelmatige veelhoek; dit verklaart de naam Redonda.
- de St. Bartholomeüskerk (12e-14e eeuw)
- de kerk Santa María de Palacio (12e-15e eeuw)
- de kerk  Iglesia de Santiago el Real (15e eeuw; haltepunt op de bedevaartroute naar Santiago de Compostela)
- In het voormalige klooster Convento de la Merced zetelt het regio-parlement van de provincie, tevens regio, La Rioja.

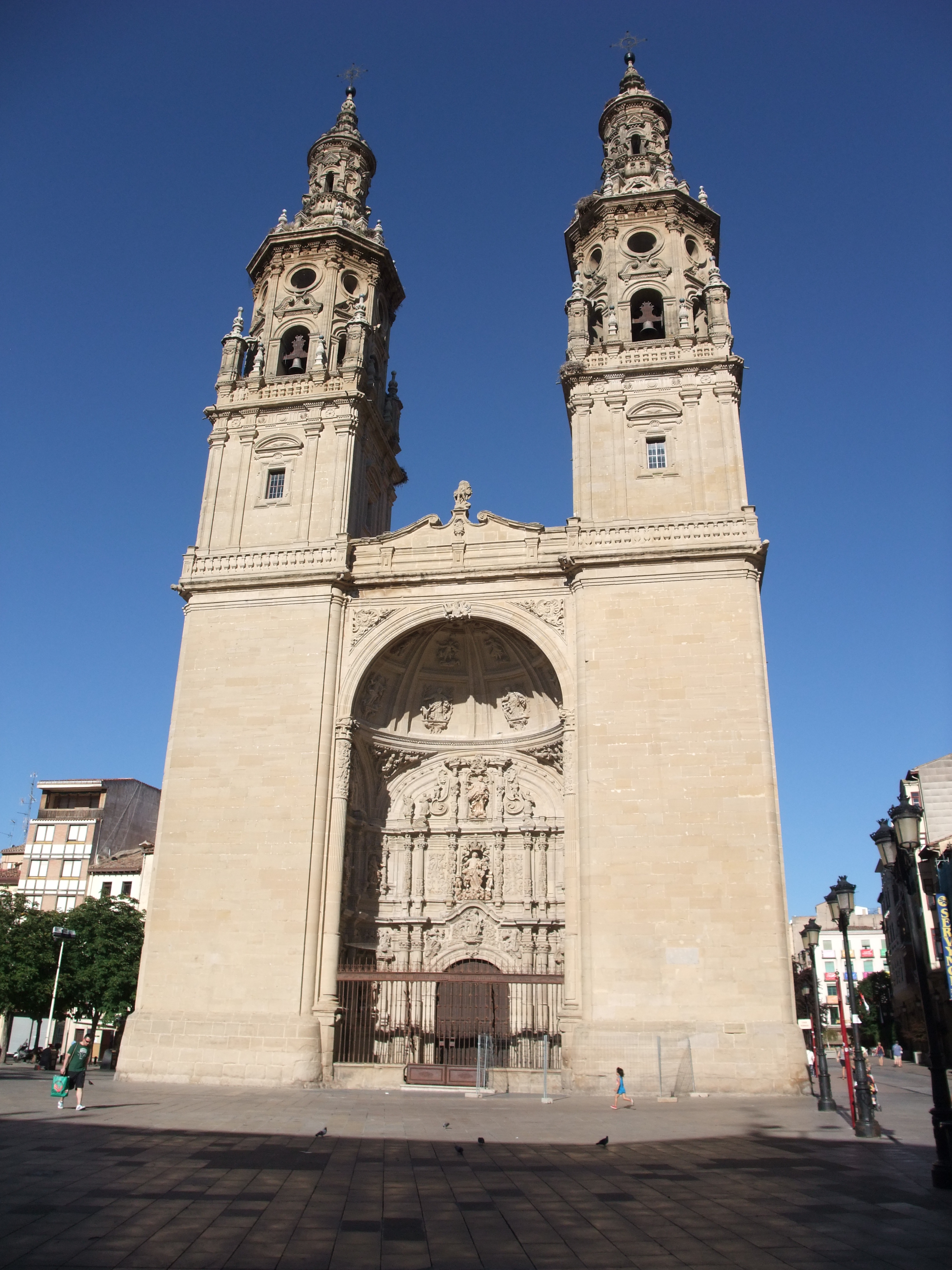
Westgevel kathedraal Santa María de la Redonda
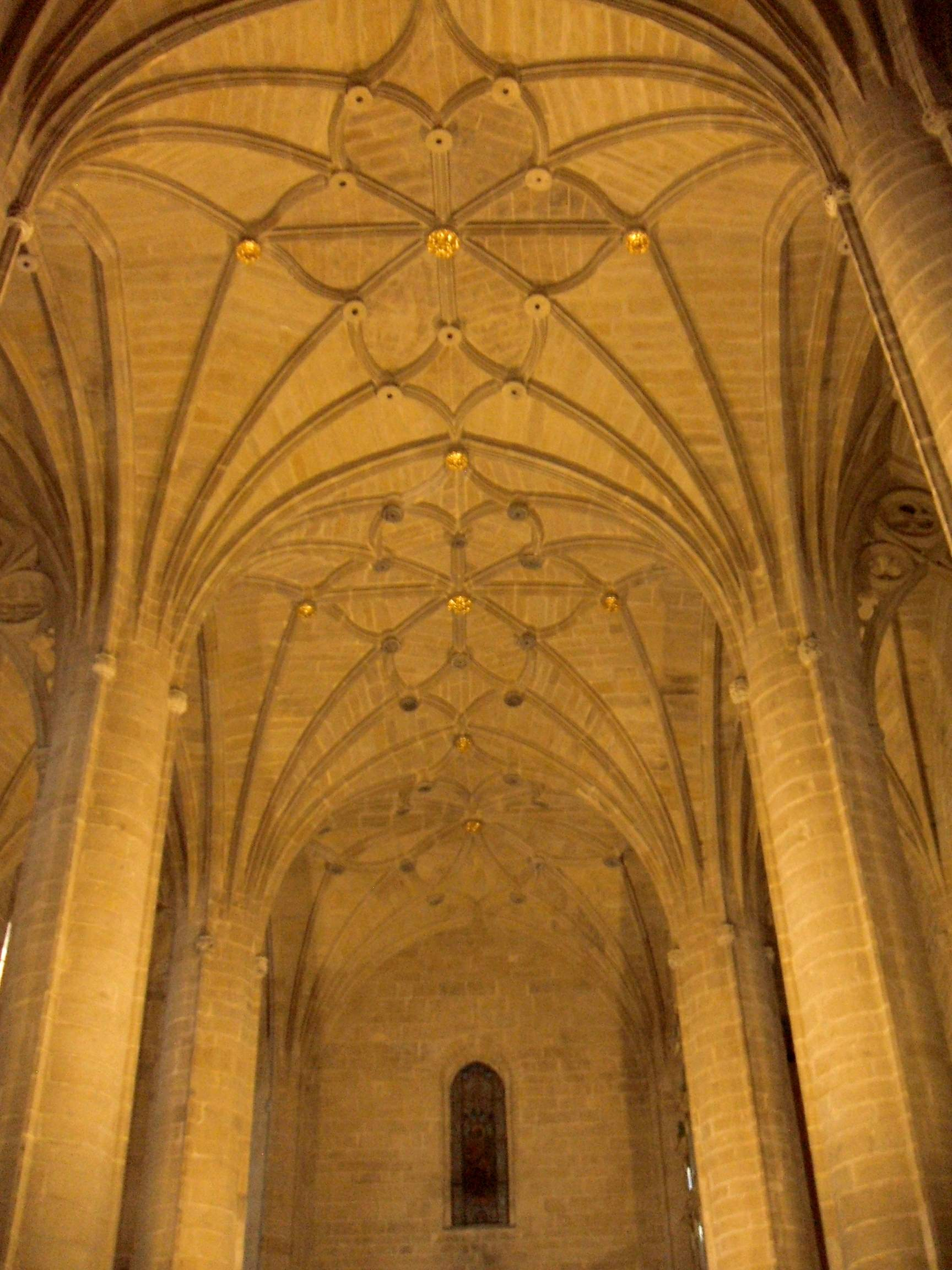
Netgewelf in deze kathedraal
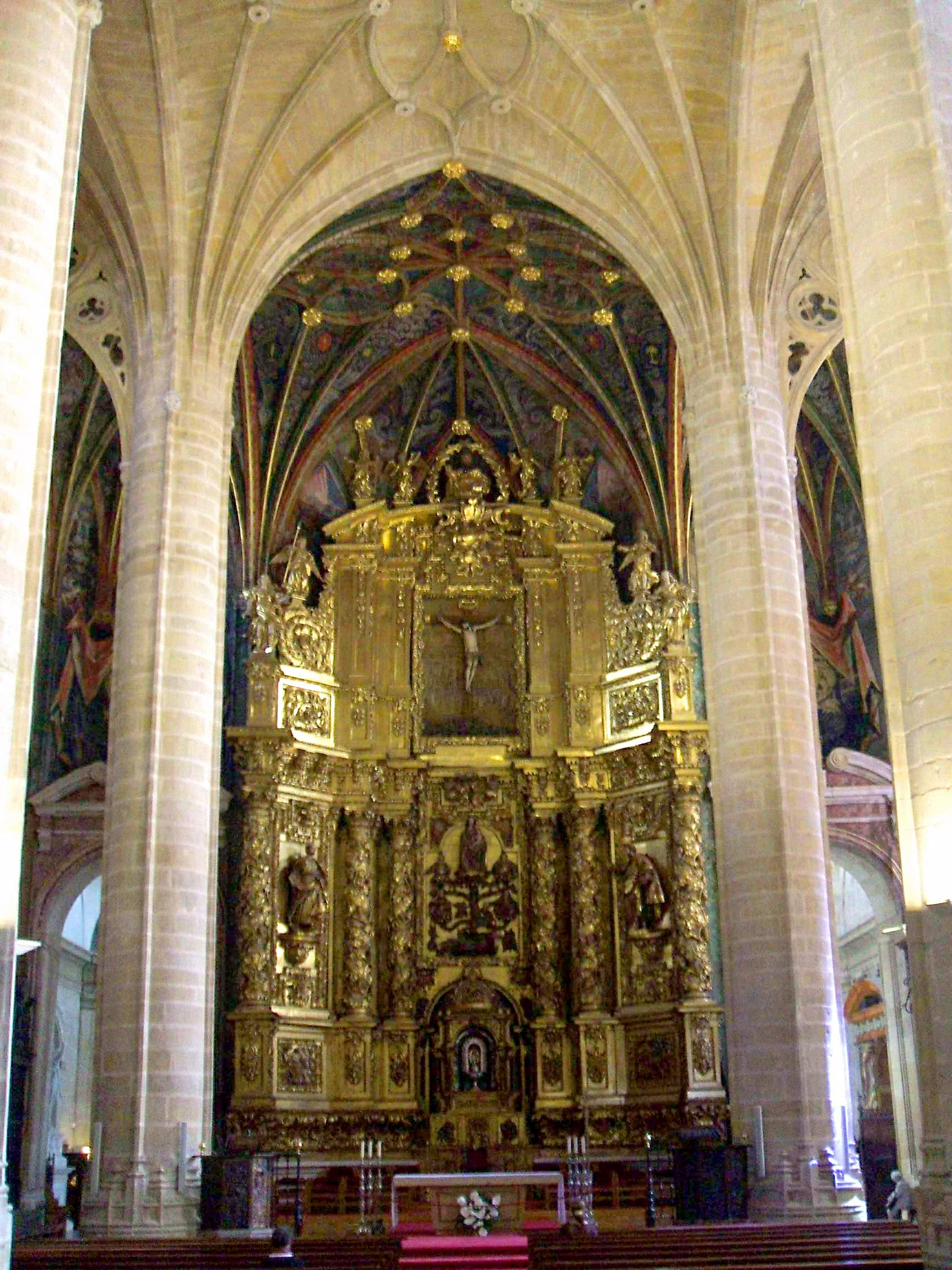
Hoofdaltaar in deze kerk
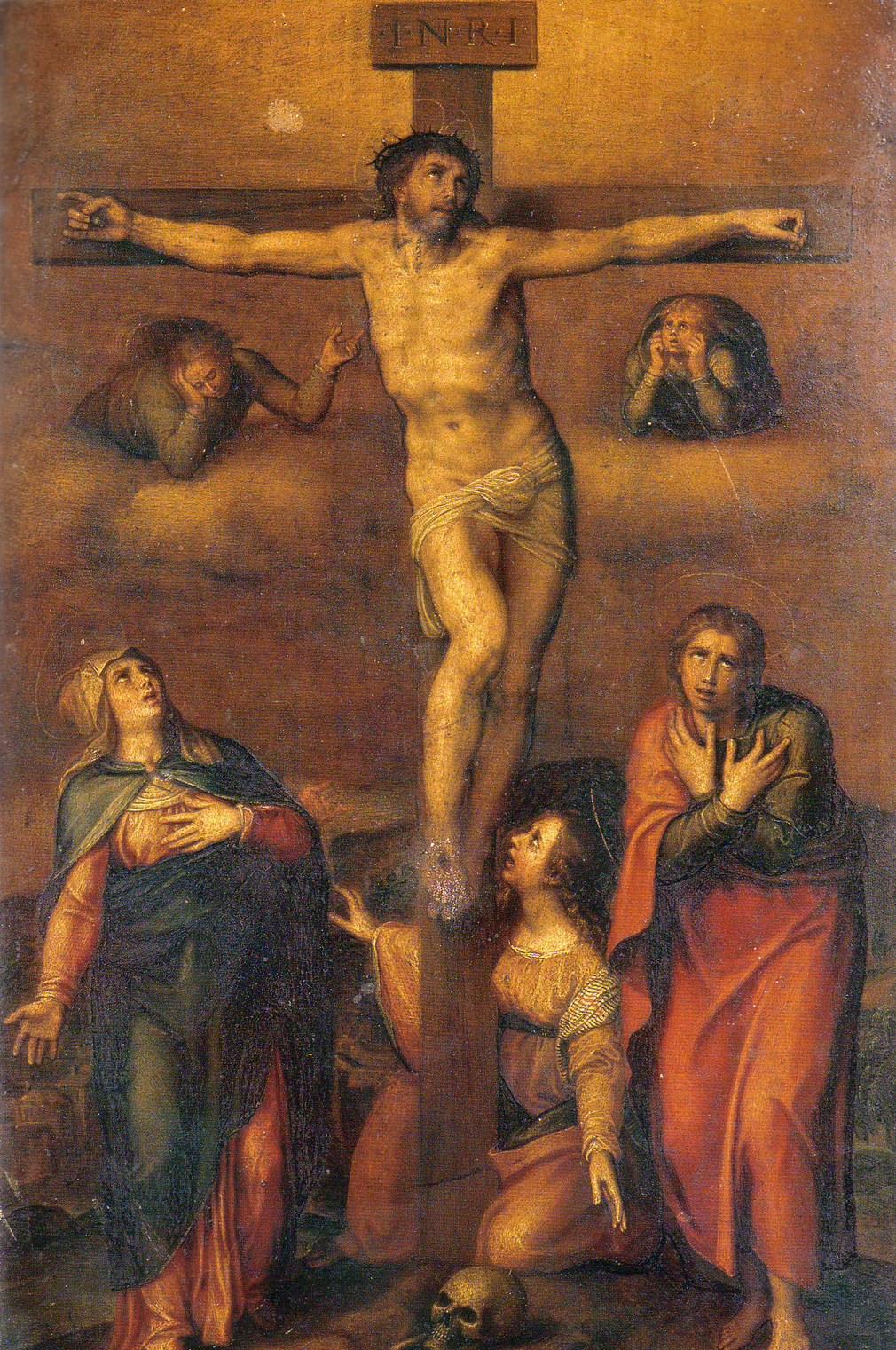
Klein schilderij De Kruisiging in deze kerk; dit zou in 1540 geschilderd zijn door Michelangelo.
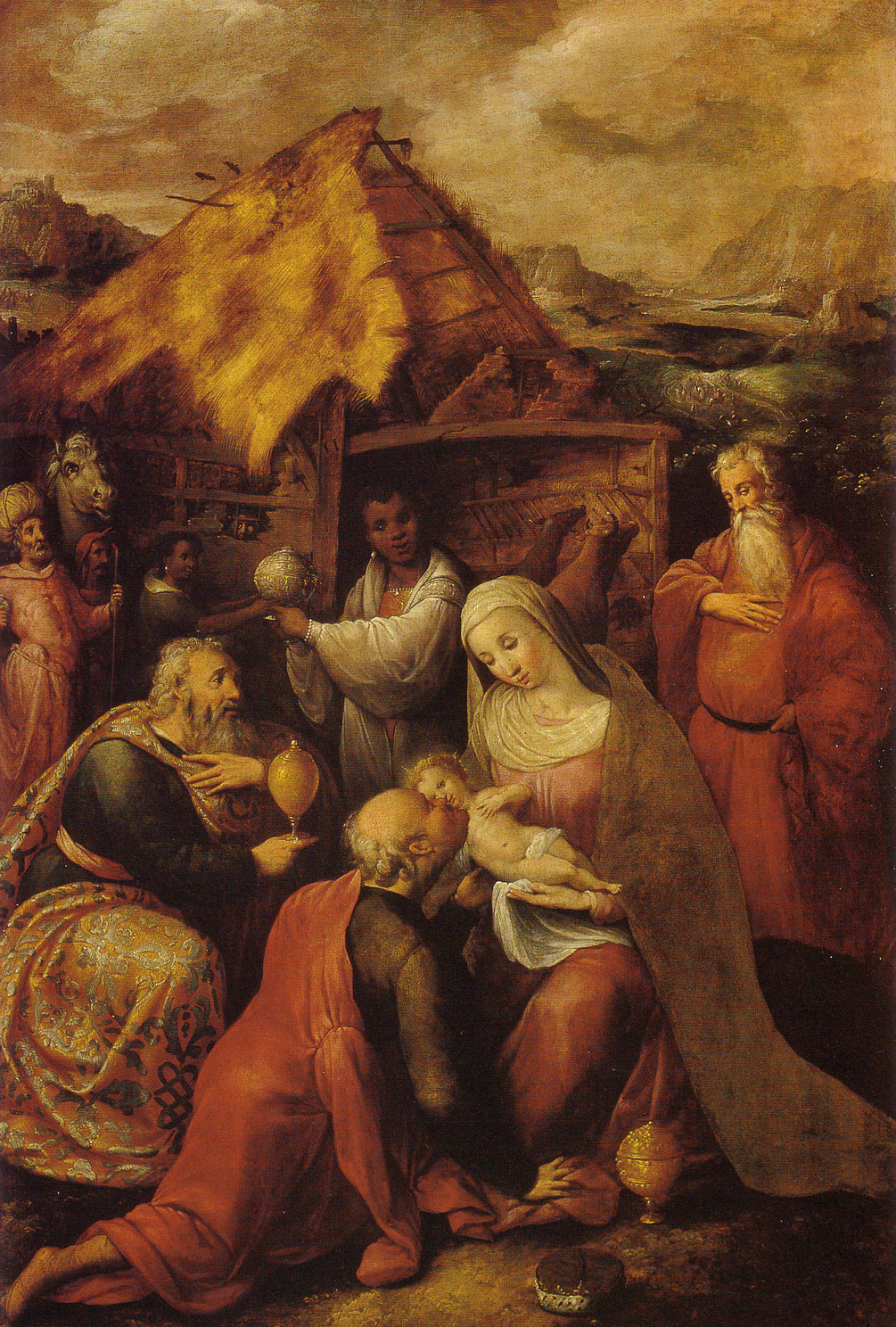
Schilderij uit 1584 in deze kathedraal De Aanbidding door de Wijzen, Gillis Coignet
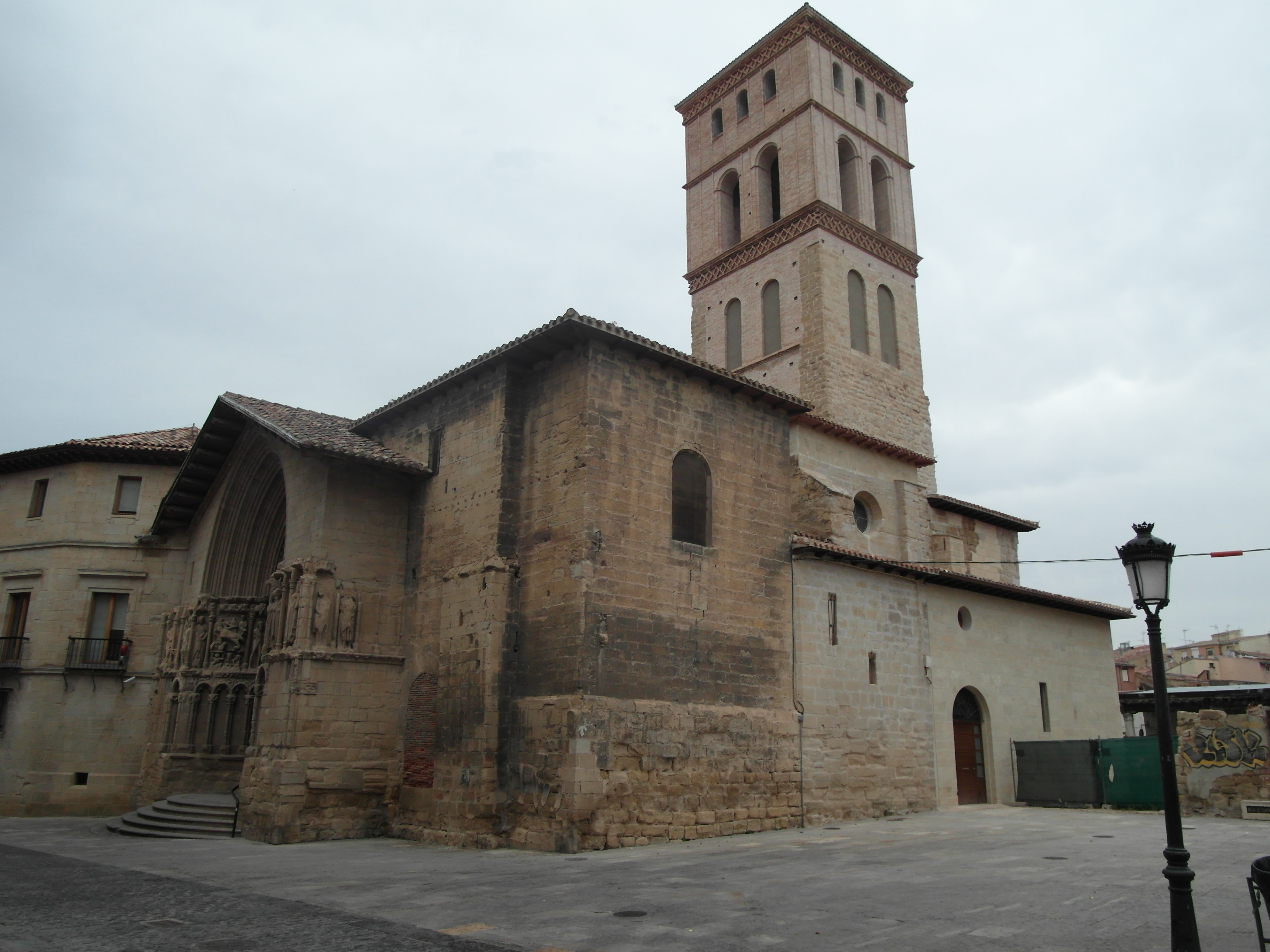
De St. Bartholomeüskerk
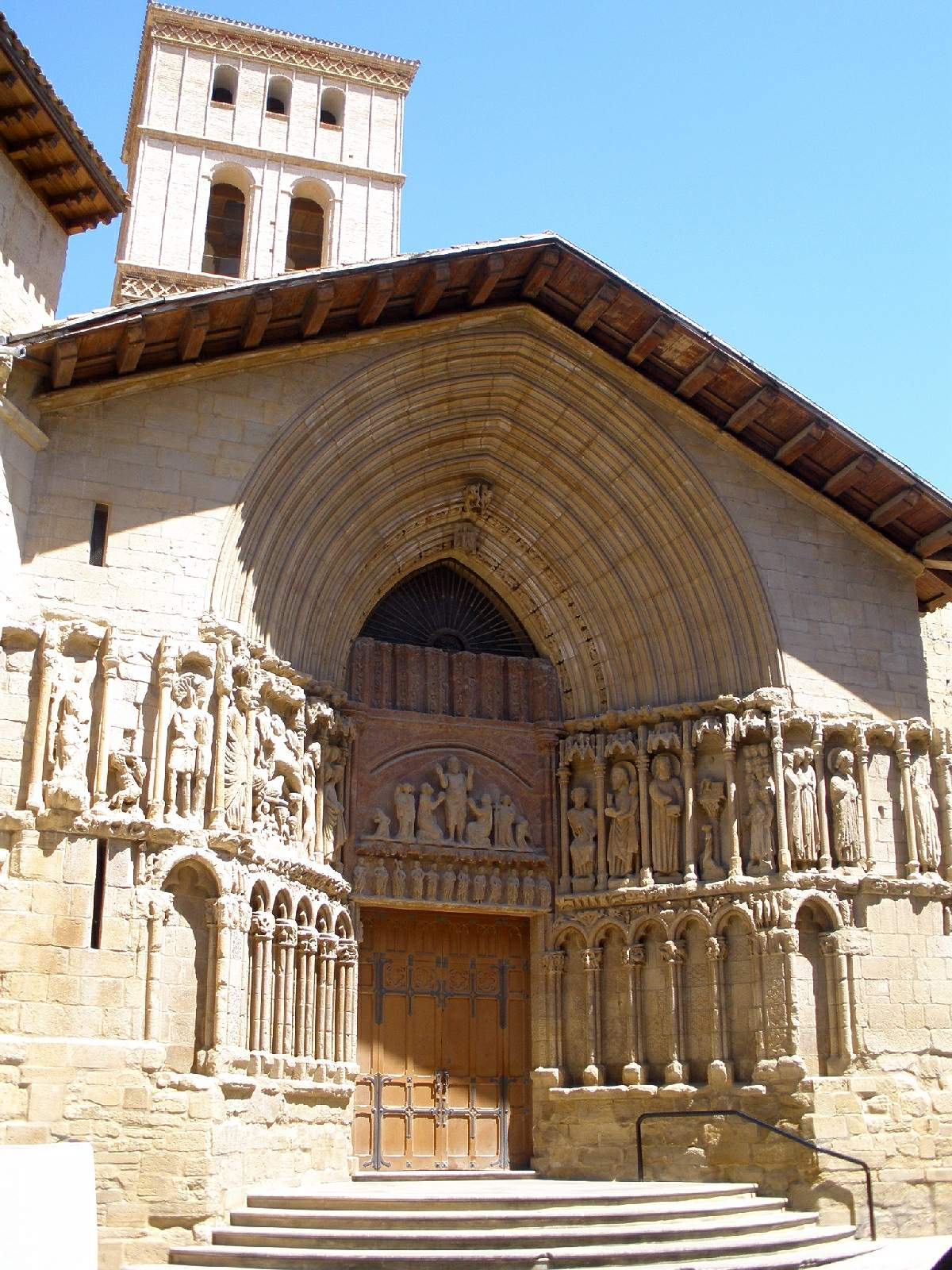
Portaal van de St. Bartholomeüskerk
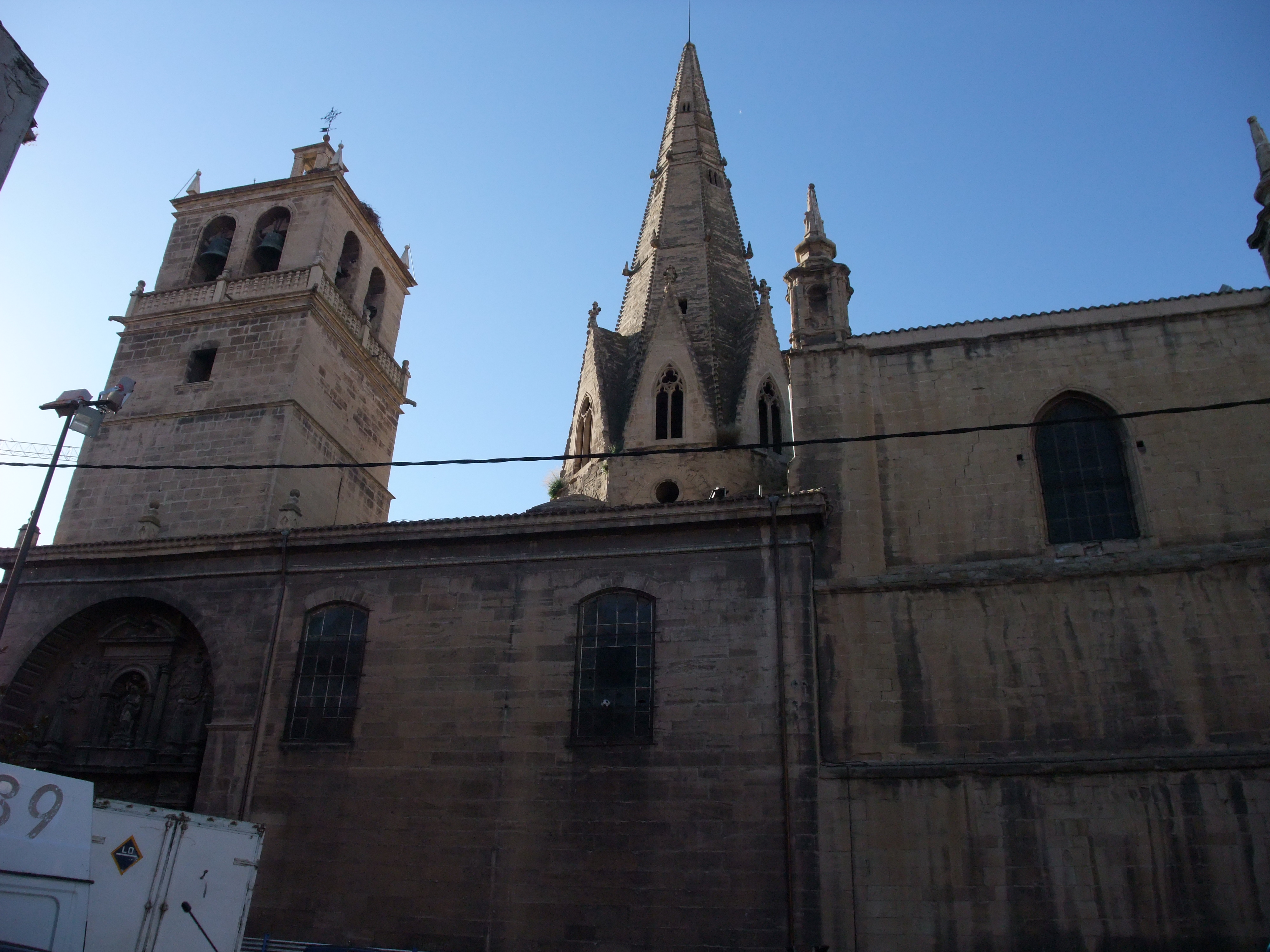
Santa María de Palacio
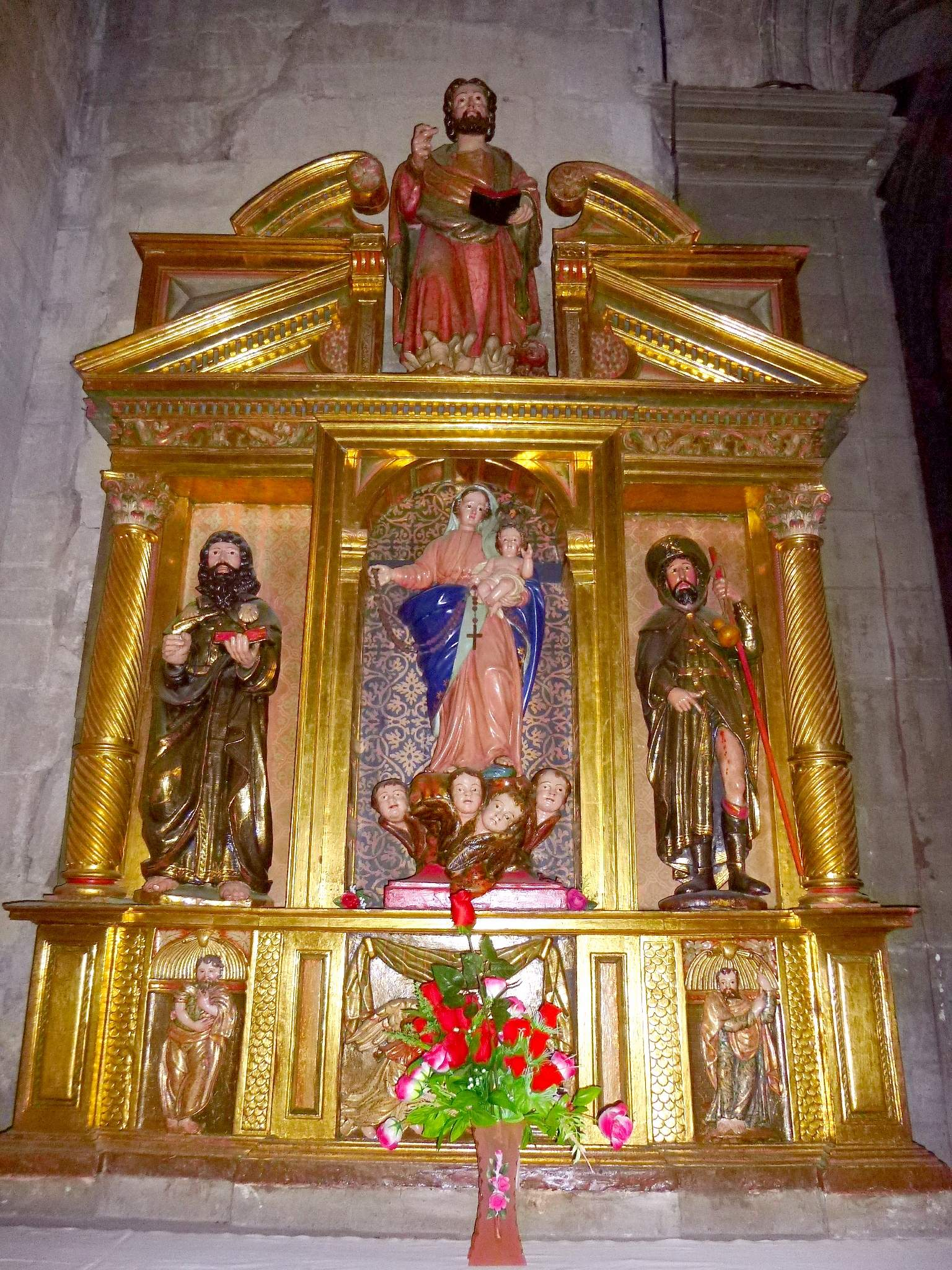
Altaarstuk in deze kerk
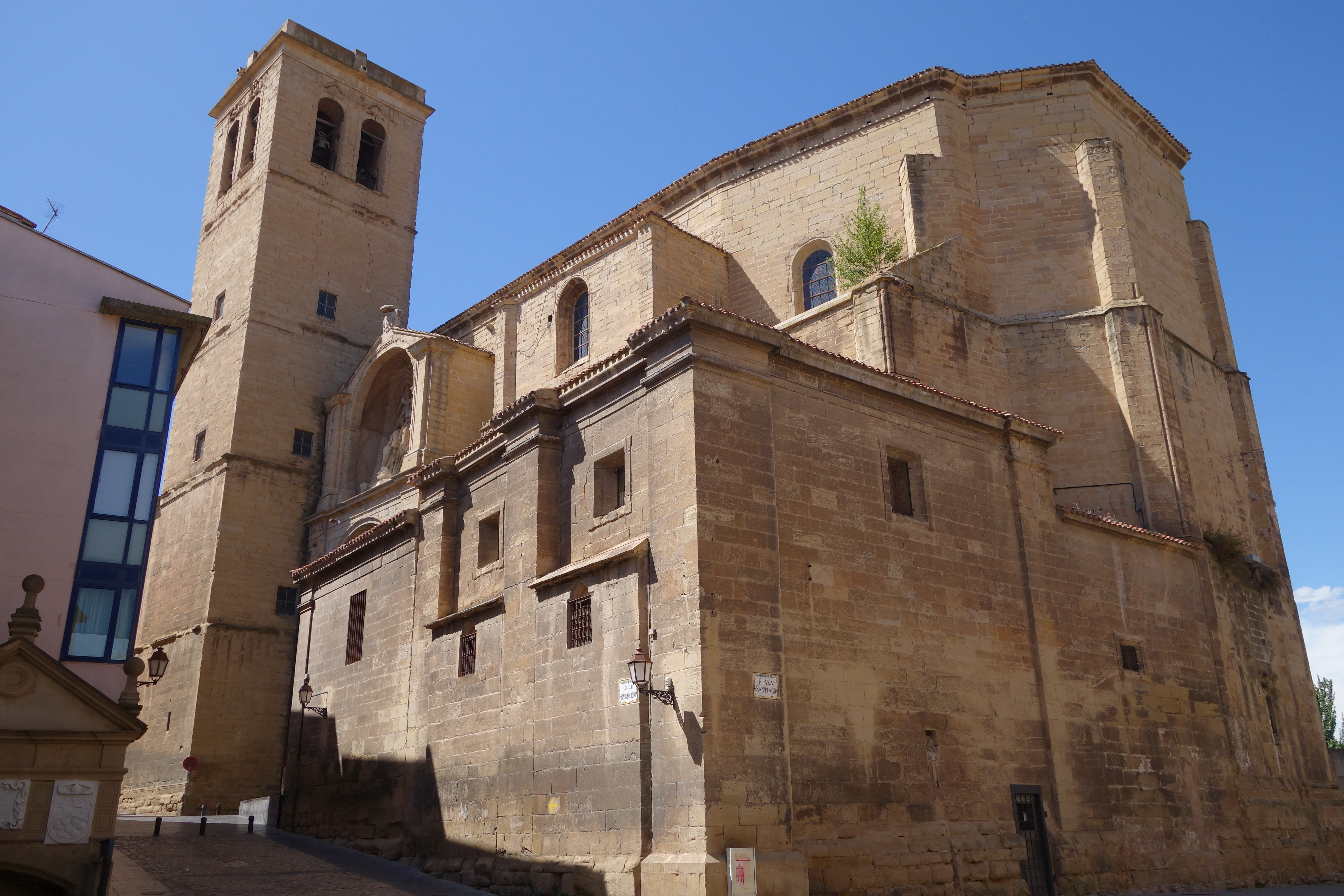
De  Iglesia de Santiago el Real
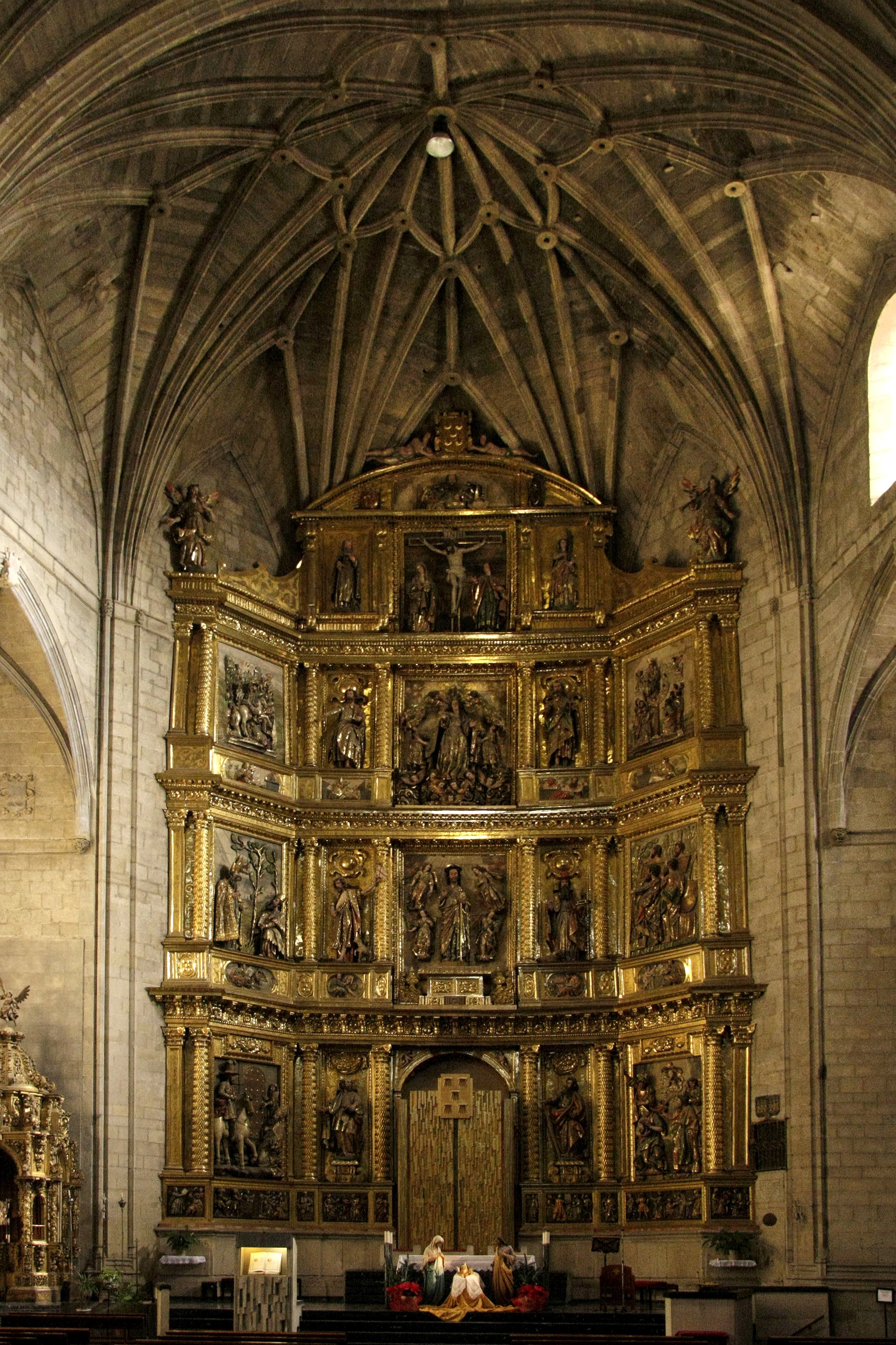
Altaarstuk (retabel) in deze kerk
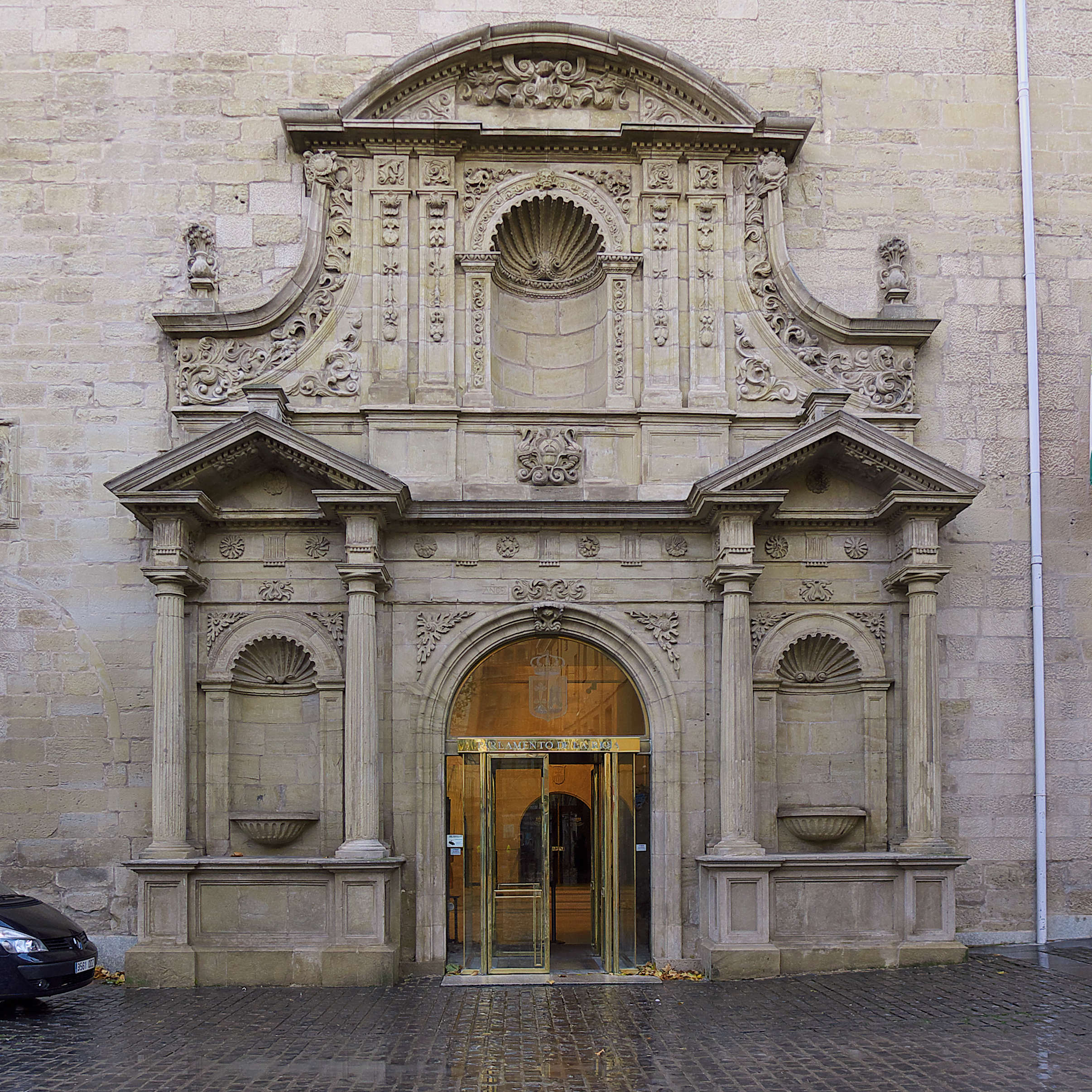
Barokgevel (1685) van het Convento de la Merced

### Overig
De stad is bekend om haar bodegas, wijnhuizen, waar men de daar geproduceerde rioja-wijn kan proeven en bestellen, en waar vaak ook allerlei achtergrondinformatie verkrijgbaar is. Beroemd zijn met name de Bodegas Marqués de Murrieta en de in een opvallend, modern wit gebouwencomplex gehuisveste Bodegas Darien.
Te Logroño vinden jaarlijks twee grootschalige fiestas plaats, die van San Bernabé (11 juni) en van San Mateo (eind september).
Logroño bezit diverse straten en pleinen, waar overdag gewinkeld wordt, en waar 's avonds en in de vroege nacht zich een groot deel van het sociale en uitgaansleven afspeelt, met vele restaurants e.d., die tot in de kleine uurtjes geopend zijn. De belangrijkste straat in dit verband is de ietwat mondaine, dwars door het centrum west-oost lopende, 600 meter lange, Calle de los Portales. Ook is de stad rijk aan openbare parken en groenstroken.
De stad is een halteplaats op een van de bedevaartsroutes (caminos) naar Santiago de Compostela.
In de stad zijn enkele musea van voornamelijk regionaal belang gevestigd. Het historische museum Museo de la Rioja is sedert 2012 gevestigd in het 18e-eeuwse paleis, waar in de 19e eeuw generaal Baldomero Espartero overleed. Opvallend is het gratis toegankelijke Huis der Wetenschappen (1999), gevestigd in een in 1910 gebouwd voormalig slachthuis. Het is een educatief centrum, gewijd aan de natuurwetenschappen. In de tuin ligt een kopie van een stenen terrein met dinosaurussporen daarin.

## Sport
Logroño kent twee voetbalclubs, UD Logroñés en SD Logroñés, waarbij UD de grotere club is. Beide clubs komen voort uit een faillissement van hun voorganger, CD Logroñés dat eind jaren '80 en in de jaren '90 enkele seizoenen in de Primera División speelde. Vanaf 2000 bestond er nog een voetbalclub, Logroñés CF, maar deze had een nagenoeg afwezige fanschare en werd in 2008 opgeheven. Het stadion in Logroño is het Estadio Las Gaunas met een capaciteit van circa 15.900 toeschouwers.
De plaatselijke vrouwen-volleybalclub, Club Voleibol Logroño, was tussen 2013 en 2017 de beste van Spanje. De club is in 2020 wegens faillissement opgeheven.
De in 2001 nieuw gebouwde, overdekte, stierenvechtersarena (Plaza de Toros), die 11.000 toeschouwers kan bevatten, wordt ook gebruikt als sporthal voor o.a. basketbal- (baloncesto) en tenniswedstrijden, alsmede voor popconcerten. Het gebouw staat in de noordelijke stadswijk La Ribera.
Logroño is tientallen keren etappeplaats geweest in de wielerkoersen Ronde van Spanje en Ronde van La Rioja.

## Trivia
- De film Calle Mayor uit 1956 is grotendeels te Logroño gedraaid.

## Belangrijke personen in relatie tot de gemeente

### Geboren in Logroño

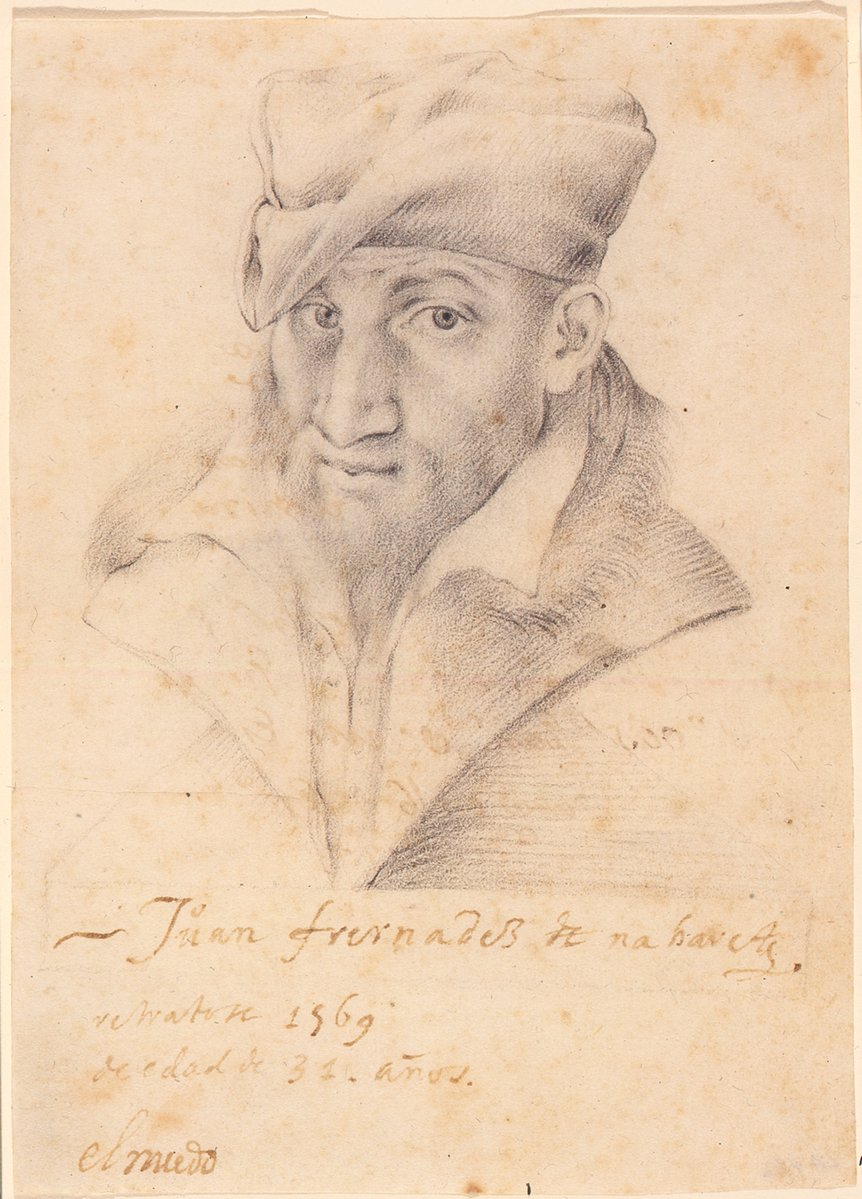
Juan Fernández Navarrete

- Pedro Pérez de Albéniz y Basanta (1795-1855), componist, muziekpedagoog, organist en pianist
- Francisco Javier De Pedro (1973), voetballer
- Jorge López (1978), voetballer
- Daniel Aranzubia (1979), voetballer
- César Soto Grado (1980), voetbalscheidsrechter
- Carlos Coloma (1981), mountainbiker
- Borja Viguera (1987), voetballer
- Rubén Pardo (1992), voetballer
- Pablo Hervías (1993), voetballer
- Sheyla Gutiérrez (1994), wielrenster

### Overleden
- Joaquín Baldomero Fernández Espartero Álvarez de Toro (Granátula de Calatrava, 27 februari 1792 - Logroño, 8 januari 1879) was een Spaans generaal en politicus

## Partnersteden
- Dax (Frankrijk)
- Vichy (Frankrijk)
- Libourne (Frankrijk)
- Brescia (Italië)
- Darmstadt (Duitsland)
- Wilhelmshaven (Duitsland)
- Dunfermline en Fife (Schotland, Verenigd Koninkrijk)
- Hagunia (Westelijke Sahara, onder bestuur van Marokko)
- Rancagua (Chili)
- La Rioja (Argentinië)

## Afbeeldingen

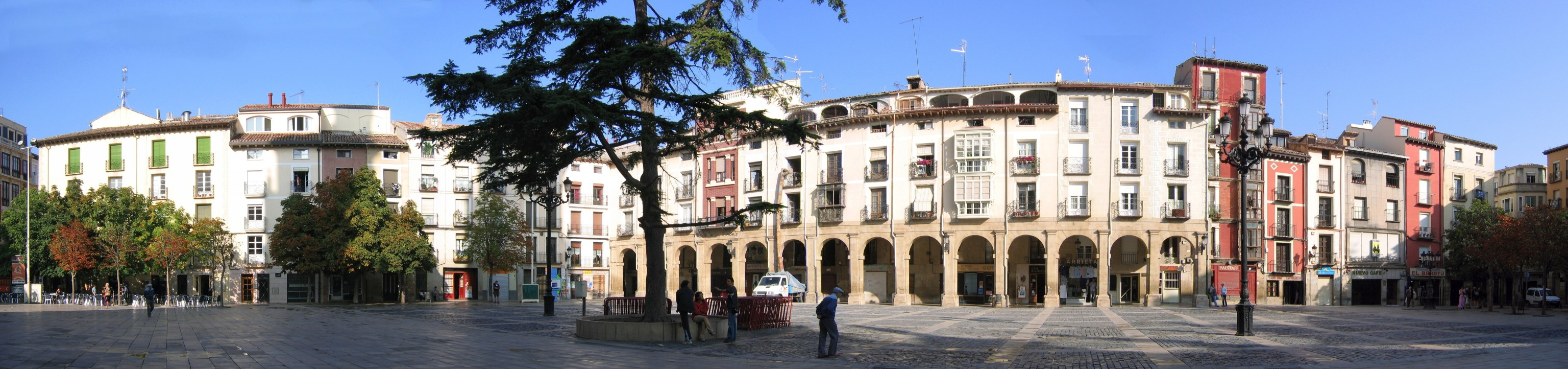
Plaza de Mercado (Marktplein), foto uit 2005
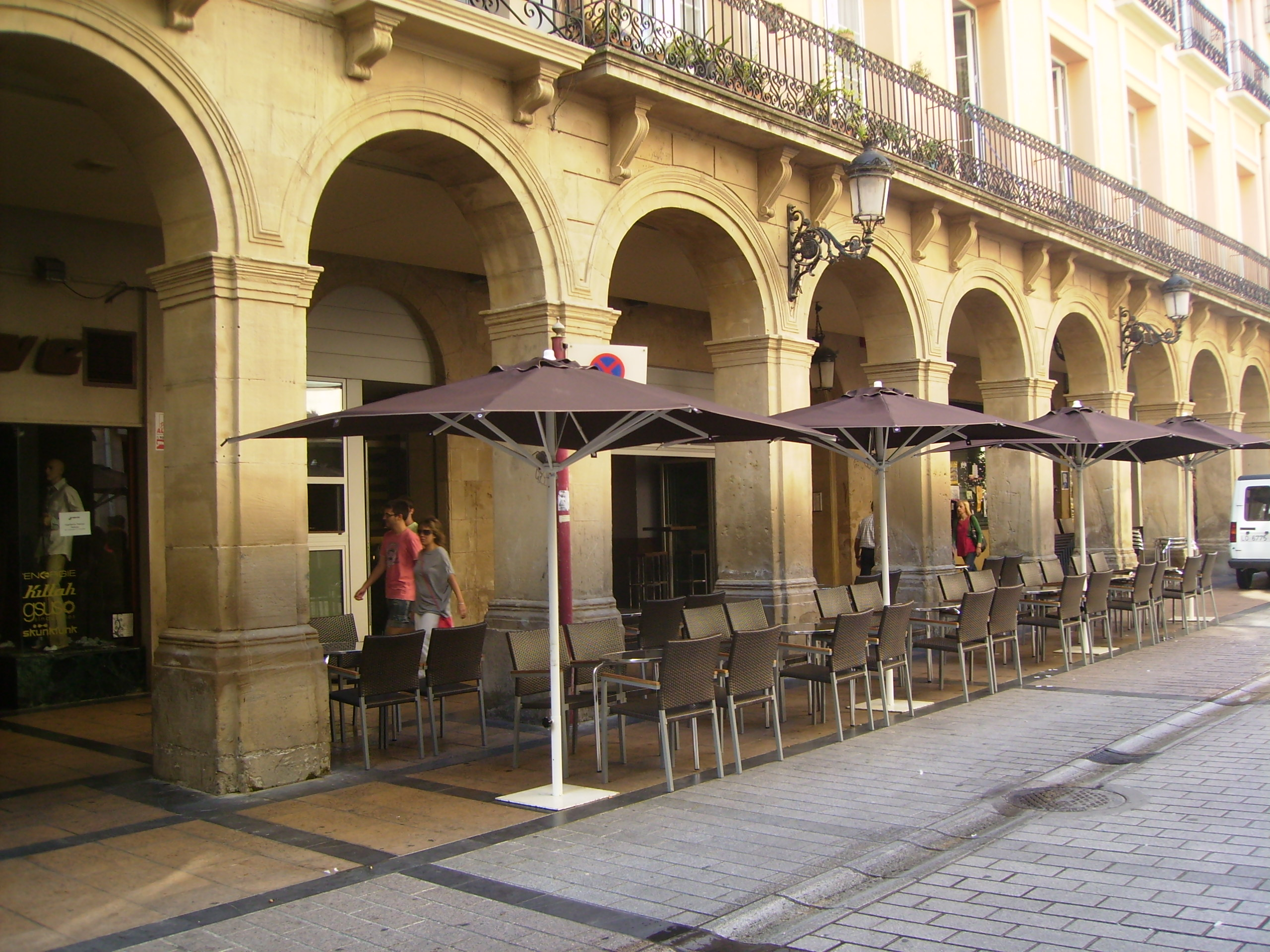
Calle de los Portales
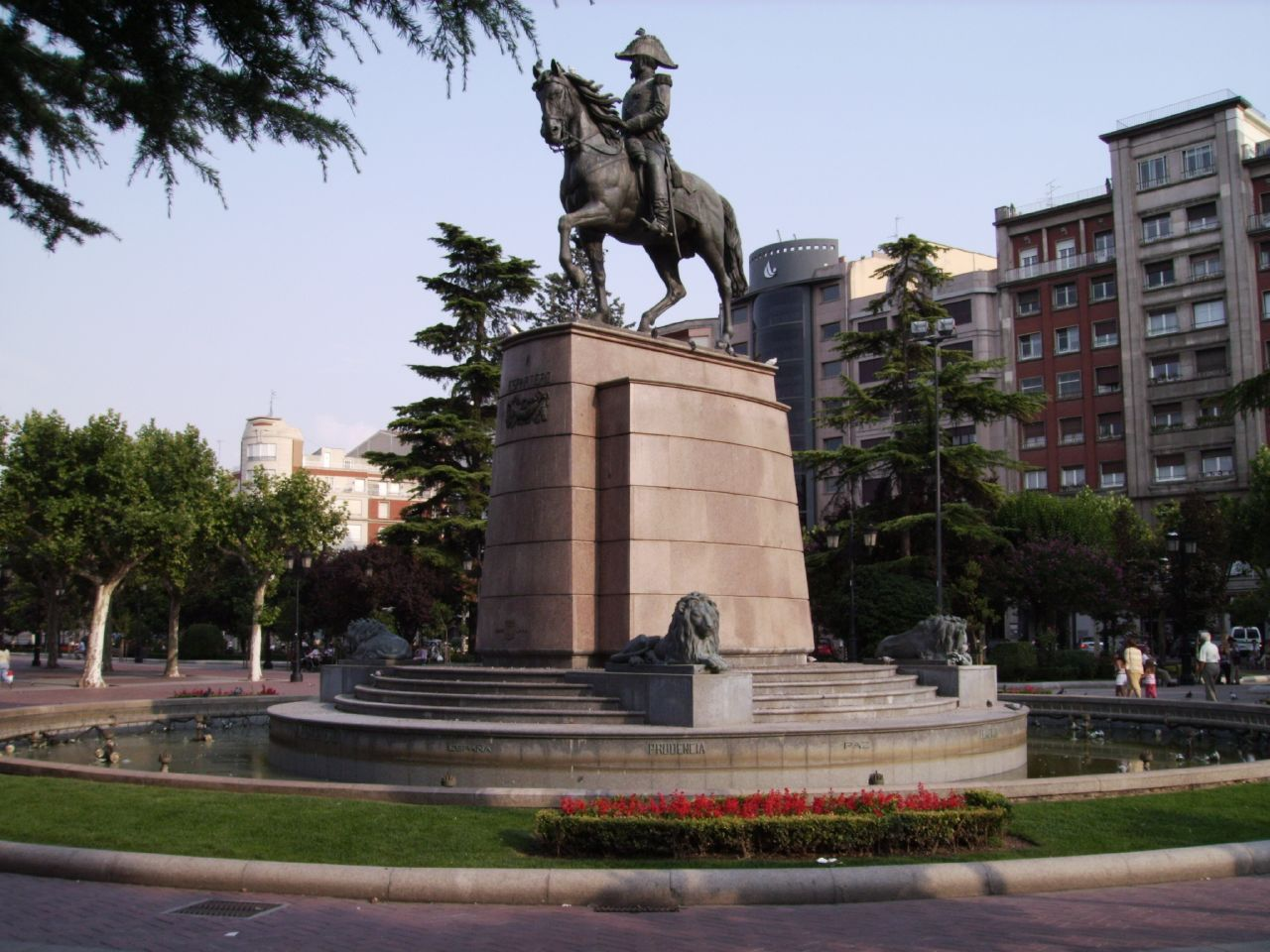
Ruiterstandbeeld van Espartero, in het Parque del Espolón
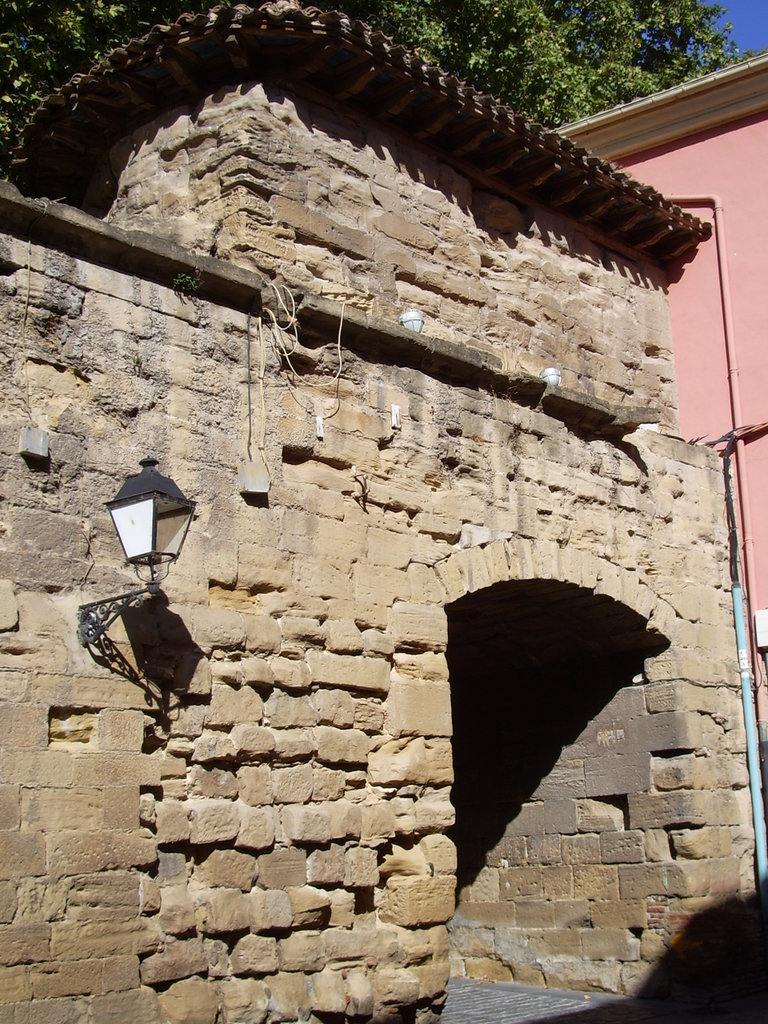
Revellin-stadsmuur (plm. 1500)
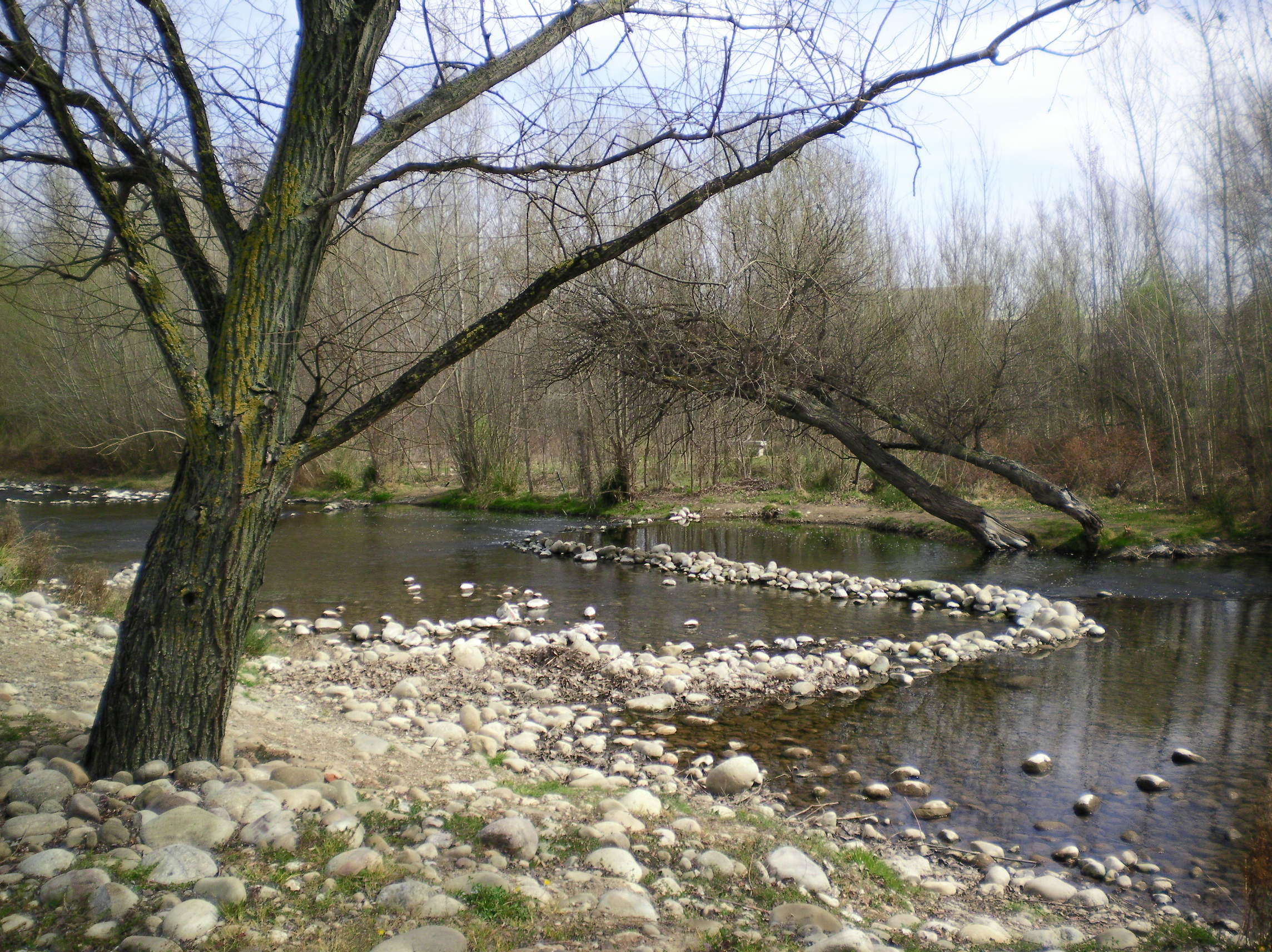
De Rio Iregua in een stadspark te Logroño
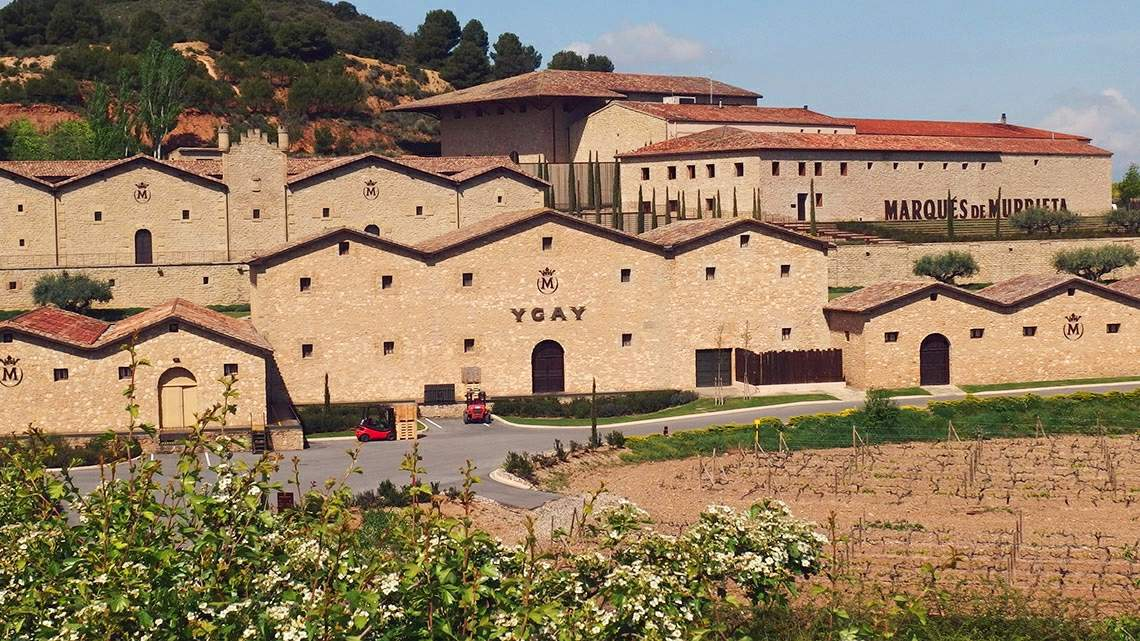
Bodegas Marqués de Murrieta
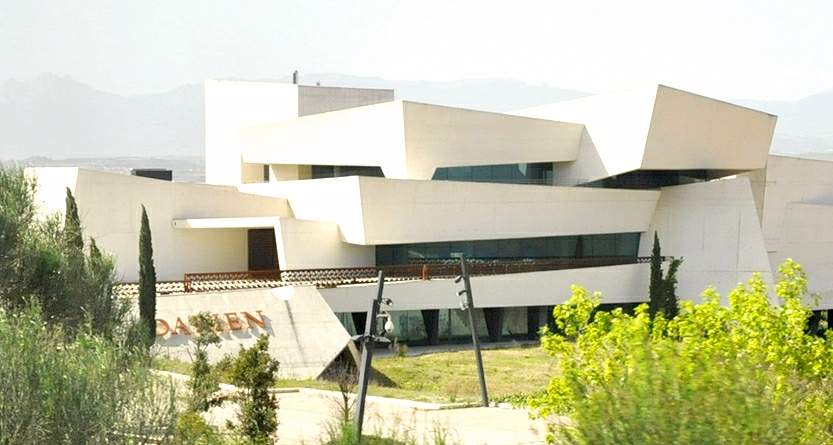
Bodegas Darien
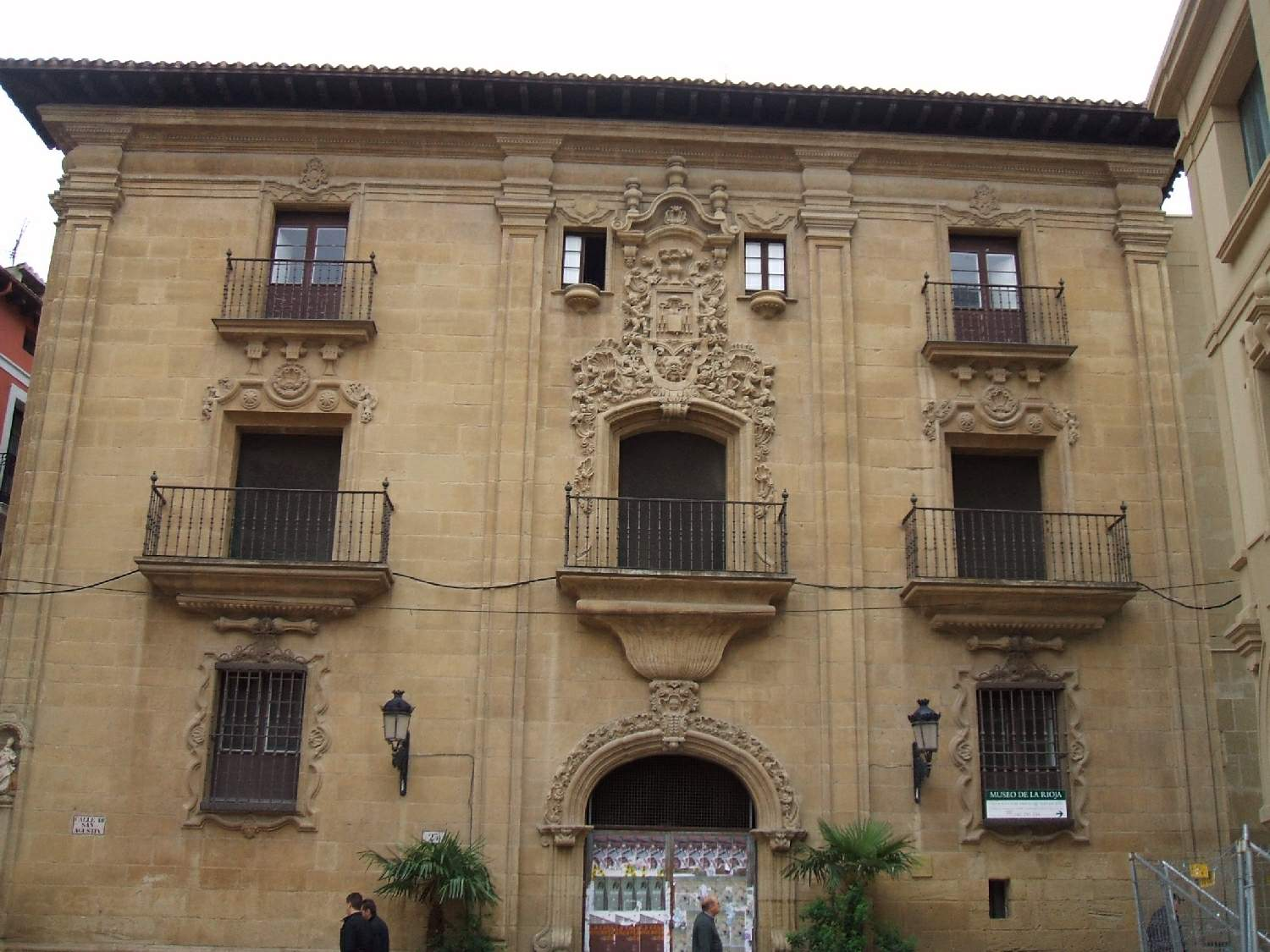
Museo de la Rioja
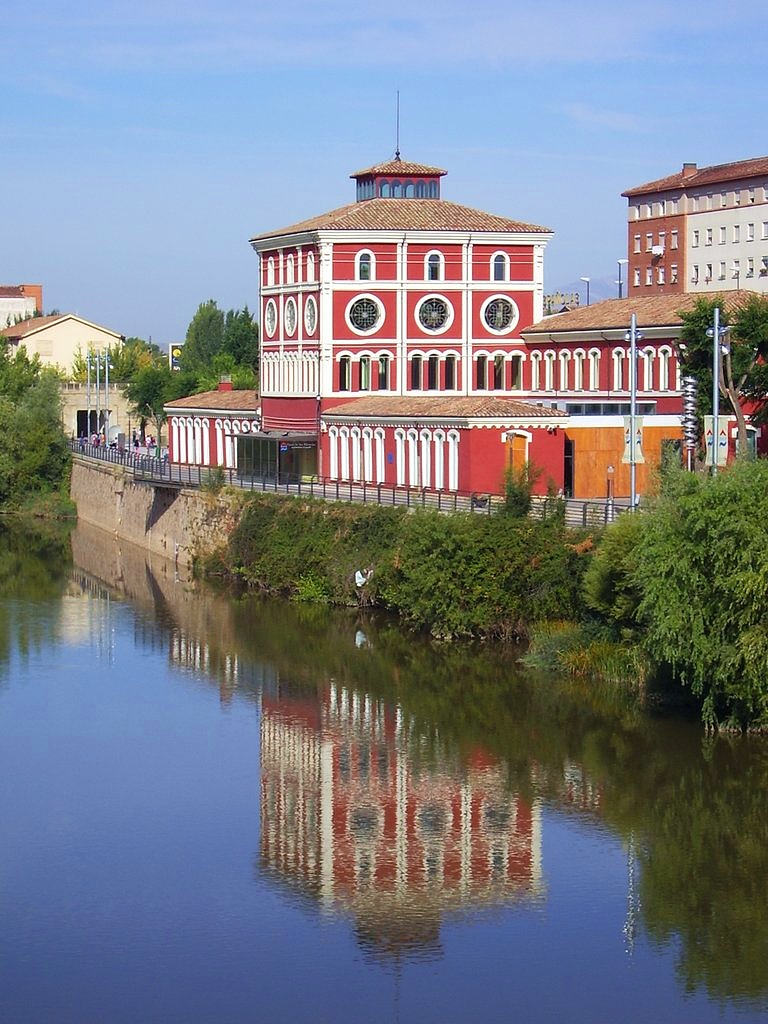
Casa de las Ciencias (Huis der Wetenschappen)
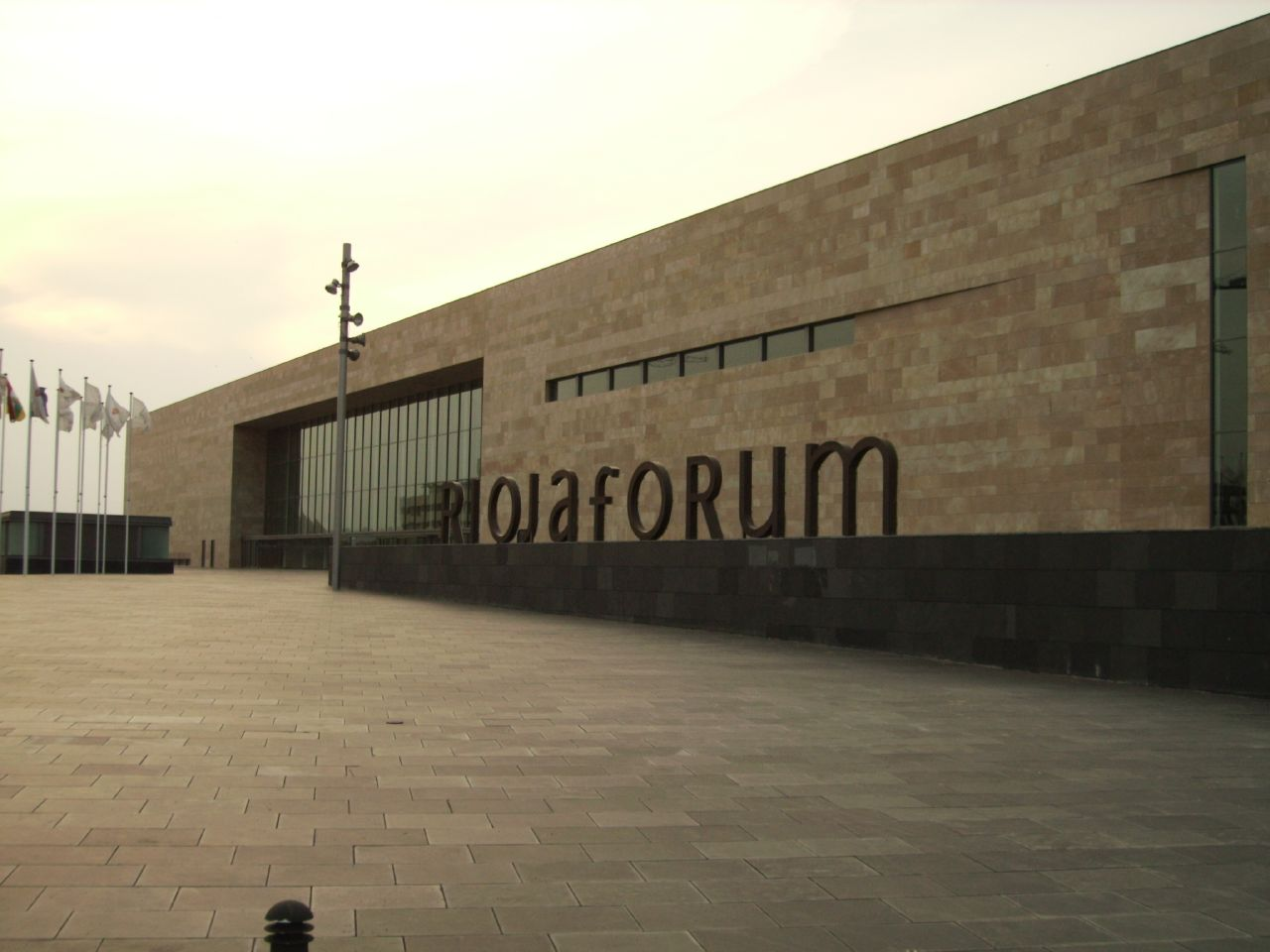
Congresgebouw, tevens schouwburg Riojaforum (2004; 1.200 zitplaatsen)
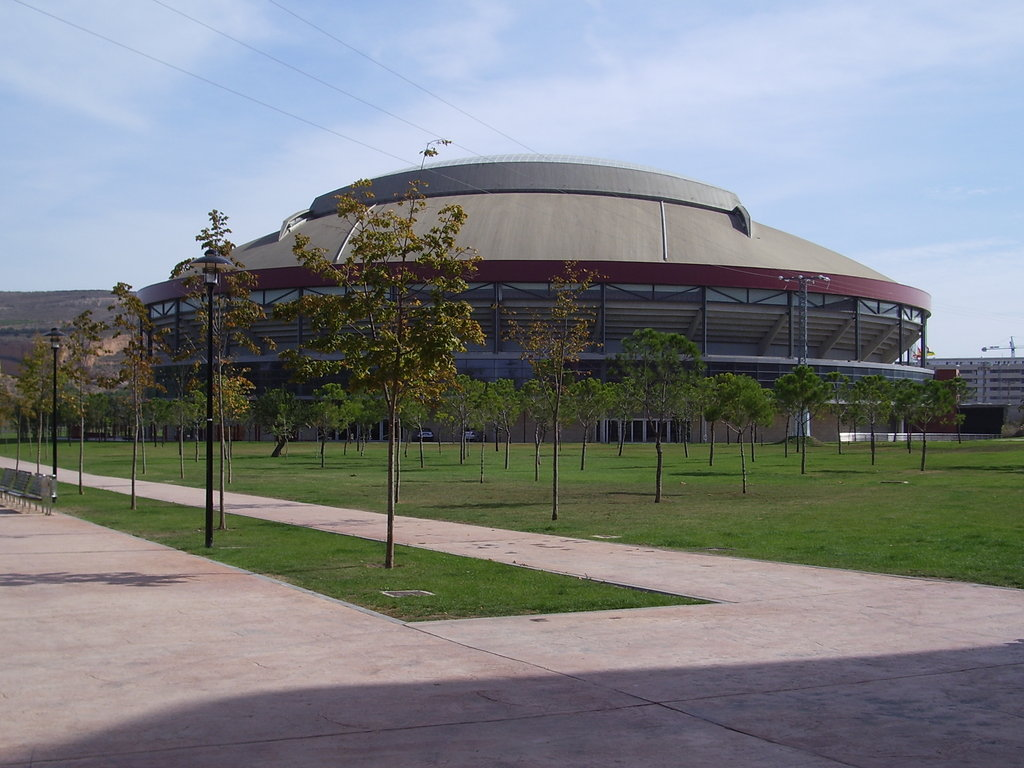
Stierenvechtersarena

Albacete · Alicante · Almería · Ávila · Badajoz · Badalona · Barcelona · Bilbao · Burgos · Cáceres · Cádiz · Cartagena · Castelló de la Plana · Ceuta · Ciudad Real · Córdoba · A Coruña · Cuenca · Elche/Elx · Gijón · Girona · Granada · Guadalajara · L'Hospitalet de Llobregat · Huelva · Huesca · Jaén · Jerez de la Frontera · León · Lleida · Logroño · Lugo · Madrid · Málaga · Melilla · Mérida · Móstoles · Murcia · Oviedo · Ourense · Palencia · Palma · Las Palmas de Gran Canaria · Pamplona · Pontevedra · Sabadell · Salamanca · San Sebastián · Santa Cruz de Tenerife · Santander · Santiago de Compostella · Segovia · Sevilla · Soria · Tarragona · Terrassa · Teruel · Toledo · Valencia · Valladolid · Vigo · Vitoria-Gasteiz · Zamora · Zaragoza